# کودتای ۲۸ مرداد
کودتای ۲۸ مرداد، کودتایی بود که در ۲۸ مرداد ۱۳۳۲ با طرح مشترک آمریکا (تحت نام پروژه تی.پی. آژاکس یا عملیات آژاکس) و بریتانیا (تحت نام عملیات چکمه) و رهبری ارتش شاهنشاهی ایران برای تحکیم حکمرانی محمدرضا پهلوی اجرا شد و محمد مصدق نخست‌وزیر ایران  منتخب مجلس از طریق اقدام نظامی کودتاچیان برکنار گردید.

جنبش ملی شدن نفت از اعتراضات کارگران صنعت نفت در ۲۳ تیر ۱۳۲۵ شروع شد. انگلیس در سال ۱۳۲۷ مذاکره ای با عباسقلی گلشاییان وزیر دارایی محمد ساعد مراغه‌ای انجام داد که به قرارداد گس–گلشائیان در تیرماه ۱۳۲۸ منجر شد. این قرارداد در مجلس شانزدهم و در دولت حاجعلی رزم‌آرا در آذرماه ۱۳۲۹ توسط مجلس رد شد. مصدق رهبر جبهه ملی، ائتلافی متشکل از احزاب و افراد برجسته تشکیل شده در سال ۱۳۲۸ با هدف ملی کردن صنعت نفت و دموکراتیک‌سازی نظام سیاسی ایران، بود به همراه همپیمانانش کارزار موفقی را علیه آن رهبری کردند. مصدق خواهان آن شد که اسناد شرکت نفت ایران و انگلیس، شرکت انگلیسی که اکنون بخشی از بی‌پی است حسابرسی شوند تا تأیید شود این شرکت واقعاً حق سهم مندرج در قرارداد را به ایران می‌پردازد، و کنترل این شرکت بر ذخیره‌های نفتی ایران محدود شود. در پی عدم همکاری این شرکت با حکومت ایران، مجلس رأی به ملی‌سازی صنعت نفت ایران و اخراج نمایندگان شرکت از این کشور داد. بریتانیا که پس از انتصاب مصدق به نخست‌وزیری در ۹ اردیبهشت ۱۳۳۰ تلاش برای برکناری او را آغاز کرده بود، و تحریم‌های اقتصادی علیه ایران وضع کرد، مانورهای نظامی در منطقه انجام داد، و فعالیت‌های سیاسی زیرزمینی گوناگونی را علیه او صورت داد. شکایت انگلستان به دادگاه لاهه به جایی نرسید. پس از این رأی، بریتانیا برای وارد کردن فشار اقتصادی به ایران تحریم جهانی نفت ایران را آغاز کرد. در آغاز، بریتانیا ارتش خود را برای در دست گرفتن کنترل پالایشگاه نفت آبادان، که توسط بریتانیا ساخته شده و در آن زمان بزرگ‌ترین پالایشگاه جهان بود، به حرکت درآورد ولی نخست‌وزیر کلمنت اتلی در عوض تصمیم گرفت تحریم اقتصادی را تشدید کند و در عین حال از مأموران ایرانی برای تضعیف حکومت مصدق استفاده کند. مهندسین ایرانی پالایشگاه آبادان را مجدداً راه اندازی کردند ولی طی دو سال ۱۳۳۰–۱۳۳۱ نتوانستند نفت صادر کنند. از خرداد ۱۳۳۰ تا اسفند ۱۳۳۱ پنج پیشنهاد نفتی توسط انگلیس آمریکا و بانک جهانی به مصدق ارائه شد. مصدق برای رفع تحریمها آماده بود کلیه ضرر و زیان شرکت در مورد تجهیزات را پرداخت کند ولی انگلیس و آمریکا اصرار می‌کردند که ایران باید سودی را که انگلیس قرار بود در مدت باقیمانده از قرارداد ۱۹۳۳ یعنی تا ۱۹۹۳ به‌دست بیاورد را پرداخت کند. از نظر مصدق این مبلغ نا عادلانه و غیر عملی بود. مهمترینِ اقدامات سری بریتانیا تلاشی گسترده در تابستان ۱۳۳۰ برای جایگزینی مصدق با سید ضیاء الدین طباطبایی بود. یک سال بعد تلاش مشابهی برای جایگزینی او با احمد قوام منجر به قیامی در حمایت از مصدق در ۳۰ تیر ۱۳۳۱ شد و بلافاصله پس از آن تلاش‌ها برای نصب سرلشکر بازنشسته فضل‌الله زاهدی به نخست‌وزیری شروع شد.
دولت ترومن در آمریکا با کودتا مخالفت کرده بود، و از سابقه ای که درگیری‌ای سیا بر جای می‌گذاشت هراس داشت،: ۳  و تا اواخر سال ۱۹۵۲ حکومت آمریکا اقدام یکجانبه (بدون حمایت بریتانیا) برای کمک به حکومت مصدق را در نظر گرفته بود. در فوریه سال ۱۹۵۳ / بهمن ۱۳۳۱، پس از روی کار آمدن دولت رئیس‌جمهور جدید آمریکا دوایت آیزنهاور آمریکا از پیشنهاد بریتانیا برای سرنگونی مصدق و جایگزینی او با زاهدی حمایت کرد. توافق شد این عملیات با اسم رمز آژاکس از سوی سازمان اطلاعات مرکزی (سی‌آی‌ای) تحت رهبری کرمیت روزولت انجام شود، بریتانیا به برنامه‌ریزی عملیات کمک کند و خدمات برادران رشیدیان و مأموران اطلاعاتی خود را در اختیار بگذارد. روزولت در اواخر سال ۱۳۳۱ و اوایل سال ۱۳۳۲ چندین بار به ایران سفر و با زاهدی که به شدت در حال کار علیه مصدق بود ملاقات کرد. او با رشیدیان‌ها و دو روزنامه‌نگار ایرانی با اسم رمز نرن و سیلی که به استخدام سیا درآمده بودند ارتباط برقرار کرد. پس از چندین تلاش ناموفق او نهایتاً در اوایل ماه اوت پشتیبانی شاه را جلب کرد. تا آن زمان سیا پیاده‌سازی عملیات را شروع کرده بود سیا از طریق مقالاتی که در مطبوعات ایران جا می‌کرد، جزوات و شایعاتی که پراکنده می‌کرد و حتی تأمین مالی شش روزنامه ضد مصدق که به یک باره در تهران پدیدار شده بودند یک کارزار پروپاگاندا علیه مصدق به راه انداخته بود. به رهبران احزاب پان ایرانیست، آریا و سومکا پول داده شده بود تا تظاهرات‌هایی نمایشی علیه مصدق صحنه سازی کنند و بی نظمی عمومی ایجاد کنند. کاشانی و بقایی به ظاهر مستقل از گروه روزولت فعالیت‌های خود علیه مصدق را شدت داده بودند. گروه‌های روزولت و زاهدی تلاش‌های گسترده‌ای برای قانع کردن سران عالی‌رتبه ارتش و دیگر ایرانیان برجسته برای شرکت یا حمایت از یک کودتا انجام دادند. سیا دو فرمان برای برکناری مصدق و برگماری زاهدی به جای او تدوین کرد که شاه امضایشان کرد. اولین این فرمان‌ها در ۲۴ مرداد ۱۳۳۲ توسط سرهنگ نعمت‌الله نصیری، گارد جاویدان شاه که بعدها رئیس ساواک شد به مصدق تحویل داده شد. تا آن زمان شایعات دربارهٔ این نقشه در تهران پخش شده بود. مصدق اطلاعات مفصلی دربارهٔ آن از محمدحسین آشتیانی، از حزب توده دریافت کرد. نصیری به محض رسیدن به خانه مصدق دستگیر شد. واحدهای ارتش و شهربانی وفادار به مصدق در سطح شهر موانع تردد برقرار کردند، جستجوی گسترده‌ای برای دستگیری زاهدی به راه انداختند و بسیاری از حامیان او را دستگیر کردند. زاهدی در یک خانه امن سیا پناه گرفت و تا سرنگونی مصدق در آنجا ماند. شاه از کشور خارج شد، ابتدا به بغداد و سپس به رم رفت.
پس از شکست نقشه اصلی، روزولت و تیمش بالبداهه استراتژی جدیدی برای سرنگونی مصدق طرح‌ریختند. آنان کپی‌هایی از دو فرمان را در سراسر تهران توزیع کردند و گام‌هایی را برای تبلیغ برکناری مصدق به دست شاه برداشتند. همزمان تلاش کردند افسران نظامی را به پشتیبانی از زاهدی فرابخوانند گرچه توفیق کامل نیافتند. رشیدیان‌ها از طریق نرن و سیلی جمعیت بزرگی را استخدام کردند تا وانمود کنند اعضای حزب توده اند. در ۲۶ و ۲۷ مرداد این جمعیت تظاهرات‌هایی در سراسر تهران صحنه سازی کردند و هراس گسترده برانگیختند که حزب توده در شرف در دست گرفتن قدرت است و باعث شدند حتی بسیاری از اعضای واقعی این حزب به آنان بپیوندند. در پاسخ مصدق و حزب توده هر دو از هوادارانشان خواستند در خیابان‌ها حاضر نشوند و مصدق به واحدهای شهربانی و ارتش دستور داد نظم را بازگردانند.
در صبح ۲۸ مرداد یک جمعیت چماقدار، که شامل برخی از رعب آورترین خلافکاران در تهران بود، و سیا به آنان پول داده بود، شروع به تجمع در میدان امین السلطان در جنوب تهران کردند. آنان از آنجا شروع به راهپیمایی به مرکز بازار و دفاتر رادیو تهران کردند و در آنجا شماری از واحدهای شهربانی و ارتش و شهروندانی که نسبت به تظاهرات‌های «توده ای» روزهای قبل بیمناک شده بودند یا ازمصدق سرخورده شده بودند به آنها ملحق شدند. این جمعیت که با مقاومتی از جبهه ملی یا هواداران واقعی حزب توده مواجه نشد، به ساختمان‌های حکومتی و سازمان‌های حامی مصدق حمله کرد. در عین حال افسران کلیدی نظامی متعددی در تهران و شهرستان‌ها از حمایت از مصدق دست برداشتند که نیروهای حامی زاهدی را به شدت تقویت کرد. یک واحد تانکی به هدایت سرتیپ هدایت الله گیلانشاه زاهدی را از خانه امن سیا خارج کرد و به خانه مصدق حمله کرد که نبردی طولانی در آن درگرفت. نخست‌وزیر و شمار متعددی از همکارانش به خانه یک همسایه گریختند ولی در روز بعد تسلیم نیروهای زاهدی شدند. بین ۲۰۰ و ۳۰۰ نفر بر اثر درگیری کشته شدند.
مصدق دستگیر، و در دادگاه نظامی محاکمه و در ۲۱ دسامبر ۱۹۵۳ به خاطر خیانت به سه سال زندان محکوم شد، و سپس برای باقی عمرش در بازداشت خانگی قرار داده شد.: 280  دیگر هواداران مصدق زندانی شدند، و هواداران متعددی از او از جمله وزیر امور خارجه حسین فاطمی از سوی حکومت زاهدی اعدام شدند.کودتا به محمدرضا پهلوی، که برای حفظ قدرت اتکای شدیدی به پشتیبانی آمریکا داشت اجازه داد در ۲۵ سال بعد به حکمرانی خود به عنوان پادشاهی مطلق ادامه دهد تا این که در انقلاب ۱۳۵۷ سرنگون شد.
در اوت ۲۰۱۳، حکومت آمریکا با انتشار انبوه اسناد سابقاً طبقه‌بندی شده حکومتی که نشان می‌داد آمریکا مسئول برنامه‌ریزی و نیز اجرای کودتا، از جمله رشوه دادن به سیاستمداران ایرانی، مقامات عالی‌رتبه ارتشی و امنیتی، و نیز پروپاگاندای حامی کودتا بوده، رسماً نقش آمریکا در کودتا را به رسمیت شناخت. از سیا نقل شده که به رسمیت شناخته که کودتا «به فرمان سیا» به عنوان کنشی از سیاست خارجی آمریکا انجام شده، ایده آن در عالی‌ترین سطوح حکومت کلید خورده و تأیید شده است. در سال ۲۰۲۳, سیا اعتراف کرد که پشتیبانی از کودتا عملی «غیردمکراتیک» بوده است.
طرفداران سلطنت در ایران، مصدق را به نقض قانون اساسی مشروطه متهم و از برکناری او توسط شاه با همراهی ارتش دفاع می‌کنند. آن‌ها نقش دولت‌های خارجی در این رویداد را مردود دانسته و این کودتا را «قیام و رستاخیز ملی» می‌نامند.

## پیشینه

### جنگ جهانی دوم و بی‌ثباتی
در تابستان سال ۱۳۲۰ در میانه جنگ جهانی دوم، نیروهای بریتانیا و اتحاد جماهیر سوسیالیستی شوروی وارد ایران شدند. رضاشاه عملاً از ایران تبعید شد و محمدرضا شاه به شاهی منصوب شد. بی‌اقتداری نسبی پادشاه تازه و در حقیقت برپایی محدود اصول مشروطیت، به‌ویژه در سال‌های ابتدایی، به تغییرات سریع در عرصه سیاسی و لغزش نهادهای قدرت بنیاد شده در زمان رضاشاه، مانند ارتش، دامن می‌زد. در فاصله سال‌های ۱۳۲۰ تا ۱۳۳۰، یعنی دهه نخست پادشاهی محمدرضا پهلوی، نخست‌وزیر حدود پانزده بار عوض شد. افرادی چون احمد قوام (قوام السلطنه)، علی سهیلی، محمد ساعد مراغه‌ای، ابراهیم حکیمی و عبدالحسین هژیر در این دوران به مقام نخست‌وزیری رسیدند.
از سوی دیگر، با پایان گرفتن جنگ جهانی دوم طرز فکر و پیروی از جنبش‌های استقلال‌جو و ضد امپریالیستی در دنیا رو به گسترش بود و در ایران نیز نگاه ملی‌گرایانه جایگاه ویژه‌ای در سیاست ایران پیدا می‌کرد.

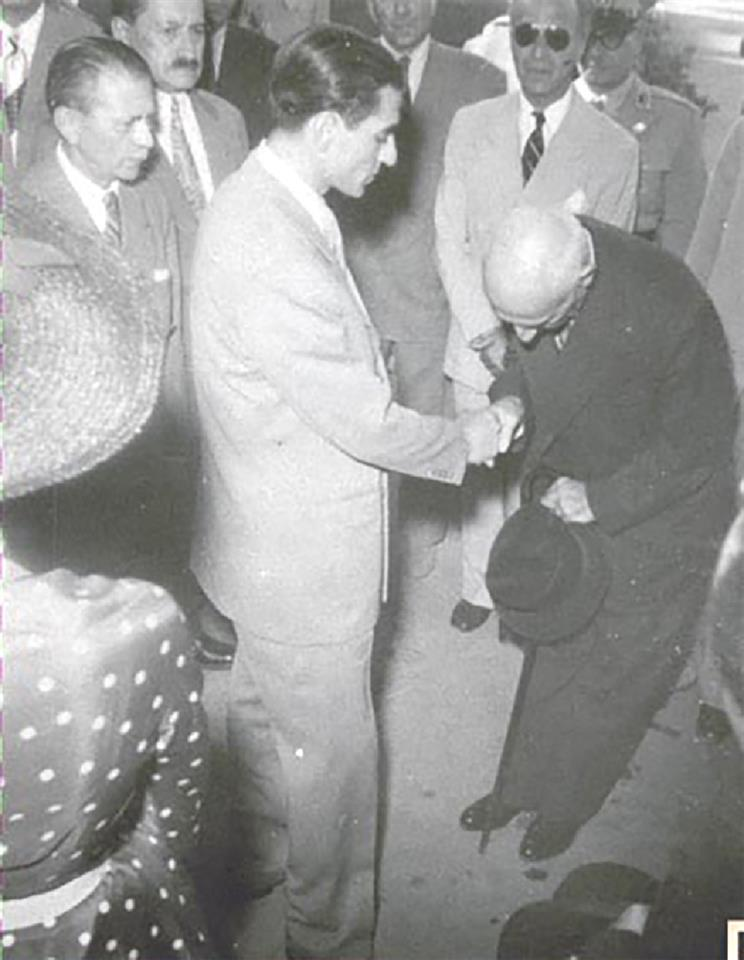
محمد مصدق در حال احترام به محمدرضا پهلوی

### بحران نفتی ایران
جنبش ملی شدن نفت از اعتراضات کارگران صنعت نفت در ۲۳ تیر ۱۳۲۵ شروع شد.
رویارویی مصدق با بریتانیا در آغاز دهه ۳۰ خورشیدی موضوع تازه‌ای نبود. در سال ۱۳۰۲، در دوره تصدی وزارت امور خارجه ایران در کابینه حسن پیرنیا نیز، مصدق با آنچه بریتانیا منافع خود در ایران می‌دانست، به مخالفت پرداخته بود.  او در طول پیشینه سیاسی طولانیش به عنوان یک لیبرال دموکرات و یک ملی‌گرای سرسخت شهرت به دست آورده بود. تا پایان دهه ۱۹۴۰ میلادی، مصدق با دو مسئله خود را شناساند: تمایل به انتقال قدرت سیاسی از دربار سلطنتی به مجلس، و تمایل به افزایش کنترل ایران بر صنعت نفت که در کنترل شرکت در مالکیت بریتانیای نفت ایران و انگلیس قرار داشت. بریتانیا در آن زمان بیشتر به خاطر کنترلش بر صنعت نفت قدرت عظیمی داشت، از قدرتش برای کمک به شاه که به‌طور گسترده به عنوان یک عروسک خیمه شب‌بازی بریتانیا دیده می‌شد و از مذاکره مجدد یا ملی کردن امتیاز نفت سرباز می‌زد استفاده می‌کرد.
در ۱۳۲۲ خورشیدی (۱۹۴۴ میلادی) ملی‌گرایان، محمد مصدق ۶۵ ساله را، که به علت مخالفتش با حکومت رضاشاه در زمان سلطنت او در تبعید به سر می‌برد، رهبر تازه‌ای برای خود یافتند. از دو نیروی محرک مصدق یکی دشمنی سیاسی با بیگانگان و دیگری کینه نسبت به نظام پهلوی بود. ظهور مجدد و مؤثر مصدق در عرصه سیاست ایران تنها پس از اشغال کشور و برکناری رضا شاه از پادشاهی ممکن شد. در نخستین انتخابات پس از رضا شاه (دوره چهاردهم مجلس شورای ملی)، مصدق بیشترین رأی را در تهران به دست آوردو با تلاش او طرحی در مجلس تصویب شد که به دولت اجازه نمی‌داد بدون تصویب مجلس دربارهٔ نفت خام با خارجی‌ها مذاکره کرده، به کشوری امتیاز دهد. در مهر ۱۳۲۲ (اکتبر ۱۹۴۴ میلادی) مصدق در سخنرانی مجلس شورای ملی خود دربارهٔ «موازنه منفی» این طرح را پیشنهاد کرد که تا نیروهای بیگانه در ایران وجود دارند نباید به هیچ دولت خارجی‌ای امتیاز استخراج نفت داده شود.
انگلیس در سال ۱۳۲۷ مذاکره ای با عباسقلی گلشاییان وزیر دارایی محمد ساعد مراغه‌ای انجام داد که به قرارداد گس–گلشائیان در تیرماه ۱۳۲۸ منجر شد. این قرارداد در مجلس شانزدهم و در دولت حاجعلی رزم‌آرا در آذرماه ۱۳۲۹ ابتدا توسط کمیسیون نفت و در ادامه با گزارش این کمیسیون مبنی بر مردود بودن این قرارداد در مجلس شورای ملی رد شد. در سال ۱۳۲۸، قرارداد گس-گلشائیان و تلاش شاه برای تقلب در انتخابات دوره شانزدهم مجلس شورای ملی همه مسایل دیگر را تحت الشعاع قرار داد و مخالفان شاه را خشمگین کرد. تظاهرات‌های بزرگی شکل گرفت و جبهه ملی ایران برای هماهنگ سازی مخالفان شاه و بریتانیا با ائتلاف طیف گسترده‌ای از نیروهای سیاسی که شاید تنها در نگاه ملی‌گرایانه خویش مشترک بودند، تأسیس شد. پایه اصلی این جبهه محمد مصدق بود. جبهه ملی در سال ۱۹۵۰ تظاهرات‌های مکرری را علیه شاه و بریتانیا رهبری کرد. جبهه ملی نهضتی متشکل از ترقی‌خواهان، حزب ملی‌گرای ایران به رهبری کریم سنجابی و اللهیار صالح، تشکیل شده بیشتر از روشنفکران چپگرای ضد شوروی، حزب زحمتکشان به رهبری مظفر بقایی و خلیل ملکی متشکل از روشنکران چپگرا و کارگران، و مجاهدین اسلام به رهبری آیت‌الله ابوالقاسم کاشانی تشکیل شده بیشتر از کارگران، تجار بازار و روحانیون بود. هر یک از این گروه‌ها برای خود دلیل خاصی برای ترس از بازگشت دیکتاتوری سلطنتی داشت. بخش اصلی اپوزیسیون غیر وابسته به جبهه ملی حزب کمونیستی توده و فداییان اسلام بودند.
انتخابات مجلس شانزدهم در ۲ بهمن ۱۳۲۸ که تقلب‌های گسترده در آن انجام شد، برخی ملی گرایان را بیش از پیش به هم نزدیک کرد. جبهه ملی توسط ۱۹ نفر از افراد روزنامه‌نگار و نماینده مجلس و فعال سیاسی مانند محمد مصدق، کریم سنجابی، حسین فاطمی، حسین مکی و مظفر بقائی پایه‌گذاری شد که ورودشان به مجلس شورای ملی شانزدهم (در دور دوم انتخابات) راه را برای تصویب قانون ملی شدن صنعت نفت هموار کرد و سرانجام در اسفند ۱۳۲۹ به رهبری مصدق، ملی‌سازی صنعت نفت ایران به تصویب مجلس رسید.

جوّ میهن‌دوستی و بیگانه ستیزی در ایران بالا گرفته بود و ترور نخست‌وزیر وقت، سپهبد حاج‌علی رزم‌آرا به دست فدائیان اسلام زنگ خطر دیگری بود هم برای محمدرضا شاه، هم برای کسانی که «خائن» و «مزدور بیگانه» نامیده می‌شدند. حسین علاء هم که به جای نخست‌وزیر مقتول، سپهبد حاج علی رزم آرا نشست، چاره‌ای جز برخاستن زود هنگام و سپردن کرسی نخست‌وزیری به مصدق نیافت. 

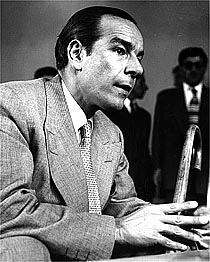
حسین فاطمی وزیر خارجه دولت مصدق

### تلاش‌های نافرجام بریتانیا
پس از تصویب قانون ملی شدن صنعت نفت در ایران، شاه در برابر فشار مردمی عقب نشست و مصدق در ۱ مه ۱۹۵۱ به نخست‌وزیری رسید و بلافاصله قانون ملی کردن نفت را امضا کرد. مصدق برنامه خود را اجرای این قانون و نیز اصلاح قانون انتخابات و برگزاری انتخابات آزاد اعلام کرد.

گفتگوها با شرکت نفت ایران و انگلیس آغاز شد. این شرکت آماده پذیرش ملی شدن نفت ایران نبود، ولی شرکت پیشنهاد مصالحه او را رد کرد و همچنان بر ادامه قرارداد ۱۹۳۳ اصرار داشت. طرح پیشنهادی مصدق برگرفته از مصالحه سال ۱۹۴۸ بین دولت ونزوئلا و شرکت کرئول سود عائد از نفت را به صورت ۵۰/۵۰ بین ایران و بریتانیا تقسیم می‌کرد.مصدق همکاری با شرکت نفت ایران و بریتانیا را متوقف کرد و کارشناسان و مدیران این شرکت ناچار به ترک ایران شدند. انگلیس و آمریکا اصرار می‌کردند که ایران باید سودی را که انگلیس در مدت باقیمانده از قرارداد ۱۹۳۳ یعنی تا ۱۹۹۳ قرار بود به‌دست بیاورد را پرداخت کند (چهل سال از مدت قرار داد باقیمانده بود و انگلیس تمام سود آینده حاصل از آن را نیز مطالبه می‌کرد). از نظر مصدق این عمل نا عادلانه بود و مقدار مبلغ هم بقدری زیاد می‌شد که پرداخت آن برای ایران غیرممکن بود.
قانون ملی کردن نفت به سرعت مصدق را در نزاع مستقیم با حکومت بریتانیا که مالک نیمی از سهم شرکت نفت ایران و انگلیس بود قرار داد. در ماه‌های بعد، بریتانیا استراتژی سه جهته‌ای را برای برقراری مجدد کنترل خود بر نفت ایران از طریق فشار بر مصدق برای پذیرش یک مصالحه به نفت آنان یا با برکناری او از مقامش پیش گرفت. جزء اول این استراتژی متشکل از یک رشته حرکت‌های حقوقی بود. جزء دوم آن تضعیف پایگاه مصدق با وضع تحریم‌های اقتصادی بر ایران و اجرای مانورهای نظامی در منطقه بود. جزء سوم استراتژی بریتانیا برکناری مصدق از مقامش بود.

#### شکایات حقوقی بریتانیا

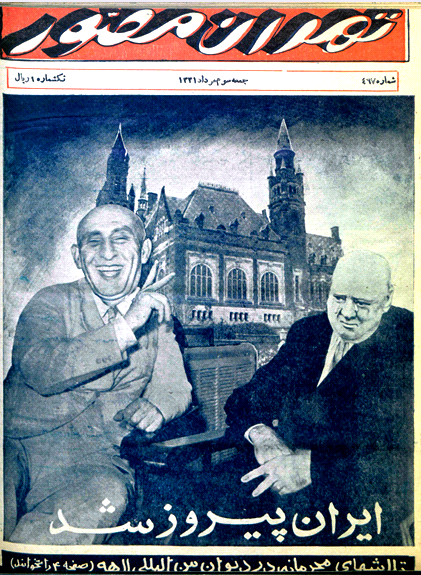
روی جلد نشریه تهران مصور - سوم امرداد ۱۳۳۱ (خورشیدی)

گفتگوهای پی‌درپی بریتانیایی‌ها و میانجیگری آمریکایی‌ها بی‌نتیجه ماند و دولت بریتانیا از ایران به شورای امنیت سازمان ملل متحد شکایت کرد. شورا رسیدگی به این شکایت را به دیوان بین‌المللی دادگستری (دیوان لاهه) ارجاع کرد. مصدق در لاهه و نیویورک به دفاع از حق مالکیت مردم بر منابع سرزمین خود پرداخت. مصدق دادگاه بین‌المللی را برای رسیدگی به این مسئله که امری مربوط به حق حاکمیت ایران بود صالح ندانست. دیوان نیز بالاخره به عدم صلاحیت خود رأی داد.
بدین ترتیب بریتانیا و شرکت نفت ایران که نتوانستند از مجراهای قانونی بین‌المللی با ملی شدن نفت ایران مقابله کنند به اقدام در ایران پرداختند. در نهایت آمریکا و انگلیس به این نتیجه رسیدند که بیرون راندن مصدق از صحنه سیاست ایران تنها راه است. مخالفان مصدق در ایران را متشکل و هماهنگ کردند و با صرف پول، چهره‌هایی را که در آغاز نهضت ملی شدن نفت با مصدق همراه بودند، به چالش با او کشاندند. هدف بریتانیا و شرکت نفت ایران برکناری مصدق به صورتی دنیا پسند و از طریق مجلس شورای ملی و افزایش فشار داخلی بود. مصدق توانست در مقابل این فشارها نیز پایداری کند اما آنها او را به‌طور قابل توجهی ضعیف کردند.

#### تحریم‌های اقتصادی و مانورهای نظامی بریتانیا
شرکت نفت ایران و انگلیس در مه ۱۹۵۱ تولید خود را کند کرد و از بارگیری نفت توسط تانکرها در آبادان جلوگیری کرد. تا پایان ژوئیه، این گام‌ها تبدیل به یک بلوکه‌سازی تمام عیار درآمده بود که دیگر شرکت‌های نفتی عمده به آن پیوسته بودند. یک تیپ پیاده‌نظام چترباز بریتانیا در میانه مه به قبرس و رزم‌ناو اچ‌ام‌اس موریس به آبادان گسیل شدند. این اقدامات باعث شد مصدق اعلام کند «اولین گلوله ای که شلیک شود نشانگر آغاز جنگ جهانی سوم خواهد بود.»
بریتانیا ارتش خود را برای در دست گرفتن کنترل پالایشگاه نفت آبادان، که توسط بریتانیا ساخته شده و در آن زمان بزرگ‌ترین پالایشگاه جهان بود، به حرکت درآورد ولی نخست‌وزیر کلمنت اتلی (که تا ۱۹۵۱ در قدرت بود) در عوض تصمیم گرفت تحریم اقتصادی را تشدید کند و در عین حال از مأموران ایرانی برای تضعیف حکومت مصدق استفاده کند.: ۳  مهندسین ایرانی پالایشگاه آبادان را مجدداً راه اندازی کردند ولی طی دو سال ۱۳۳۰–۱۳۳۱ نتوانستند نفتی صادر کنند.

## تلاش‌های بریتانیا برای برکناری مصدق
اقدام دیگر بریتانیا در کنار شکایات حقوقی و فشار تحریمی و نظامی، تلاش برای برکناری مصدق از نخست‌وزیری بود. قرار بود این کار از طریق اقدامات سیاسی سری که توسط شبکه ای از سیاستمداران، اهالی کسب‌وکار، افسران نظامی و چهره‌های مذهبی حامی بریتانیا انجام گیرد. چهره‌های اصلی این شبکه برادران رشیدیان بودند که از اوایل دهه ۱۹۴۰ مأموران بریتانیا در ایران بودند. جزء مهم دیگر در شبکه بریتانیا گروهی از سیاستمداران برجسته حامی بریتانیا از جمله سید ضیاءالدین طباطبایی، و جمال امامی، رئیس جناح حامی بریتانیا در مجلس بودند.
بریتانیا حتی از پیش از روی کار آمدن مصدق شروع به فشار آوردن به شاه کردند تا سید ضیا را برگمارد. شاه به نظر موافق می‌رسید و بنابر گزارش‌ها وقتی مجلس مصدق را نامزد کرد با او این موضوع را مطرح کرده بود. وینستون چرچیل و انتونی ایدن، رهبران حزب اپوزیسیون محافظه کار بریتانیا به وزارت امور خارجه این کشور پیشنهاد دادند یک رویکرد مشترک با آمریکا برای برکناری مصدق اتخاذ شود، که از نظر آنان صورت یک «کودتا» را داشت. در همان زمان بعضی از اعضای پارلمان بریتانیا به نیابت از احمد قوام نزد این وزارت لابیگری کردند. وزارت امور خارجه در جواب گفت «برنامه‌های مشخصی در دستور کار قرار دارد و ما بر اسب دیگری شرط بسته‌ایم» که اشاره به سید ضیا داشت. در سراسر تابستان ۱۹۵۱، فشار به شاه برای برکناری مصدق وارد شد، ولی او که با این کار همدل بود دودل بود و قادر به تصمیم‌گیری نبود.
یک سال بعد تلاش مشابهی برای جایگزینی او با احمد قوام منجر به قیامی در حمایت از مصدق در ۳۰ تیر ۱۳۳۱ شد و بلافاصله پس از آن تلاش‌ها برای نصب سرلشکر بازنشسته فضل‌الله زاهدی به نخست‌وزیری شروع شد.

### همراه شدن آمریکا با بریتانیا
طبق قرارداد ۱۹۳۳، شرکت نفت ایران و انگلیس انحصار نفت ایران را در دست خود داشت. اما این فعالیت پر سود مدت‌ها مورد نظر شرکت‌های نفتی آمریکایی نیز بود و آن‌ها منتظر بودند که امکانی برای ورود به عرصه نفت ایران پیدا کنند.

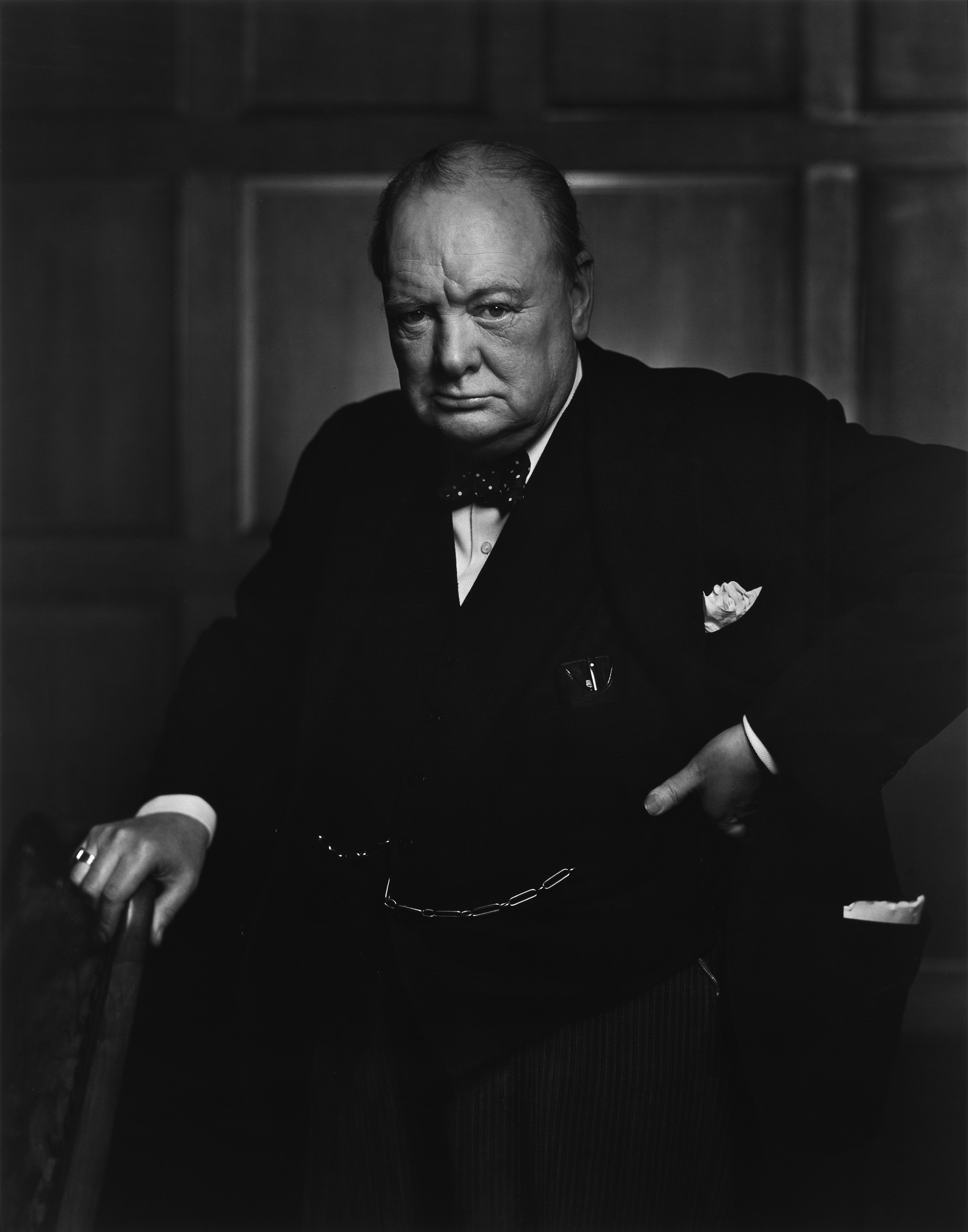
وینستون چرچیل

در تحولات تاریخی دهه‌های ۲۰ و ۳۰ خورشیدی ایران، دولت‌های بریتانیا و سپس آمریکا نقش بسیار مهم ولی در عین حال متفاوتی بازی کردند. بزرگ‌ترین دغدغه بریتانیایی‌ها در ایران، منافع مالی یا به عبارت دیگر، منابع نفتی بود. پیشینه حضور بریتانیایی‌ها در ایران موجب نفوذ آن‌ها در لایه‌های مختلف اجتماع و سیاست ایران شده بود و به خطر افتادن منافع آنان در حقیقت منافع گره خورده برخی ایرانی‌ها را نیز به خطر می‌انداخت. در مقابل، حضور آمریکایی‌ها در ایران، تازه بود. نفت ایران در اندازه‌ای نبود که برای آمریکا حیاتی باشد. به همین جهت نیز آمریکا تا سال ۱۳۳۲ خورشیدی (۱۹۵۳ میلادی) هوادار ملی شدن نفت ایران بود. مهم‌ترین دلیل آن افزایش بی‌سابقه کمک‌های مالی دولت آمریکا در دوران نخست‌وزیری مصدق به ایران بود.
ولی بریتانیایی‌ها برای همراه کردن آمریکایی‌ها در مورد کودتا سعی در قوی جلوه دادن احتمال به قدرت رسیدن کمونیست‌ها داشتند. اسناد منتشر شده وزارت امور خارجه ایالات متحده آمریکا به خوبی نشان می‌دهد که آمریکایی‌ها در ایران بیش از هر چیز نگرانی‌های ژئواستراتژیک داشتند. این اسناد نشان می‌دهند که حضور شوروی در همسایگی ایران، حساسیت ویژه‌ای در دولت‌های آمریکا پس از جنگ جهانی (هری ترومن و دوایت آیزنهاور) ایجاد کرده بود. دست کم سه سال پیش از کودتای ۲۸ مرداد ۱۳۳۲، آمریکایی‌ها برنامه جامعی برای مقابله با «تهدید کمونیسم» در ایران داشتند.
یرواند آبراهامیان در کتاب خود این دیدگاه رایج را که کودتا را در چهارچوب جنگ سرد تحلیل می‌کند به چالش کشیده و در برابر آن شالوده تحلیل خود را بر پایه مناقشه امپریالیسم-ناسیونالیسم و اقتصاد توسعه یافته-اقتصاد مبتنی بر صادرات مواد خام، قرار می‌دهد و در این راه از اسناد منتشر شده شرکت نفت ایران و انگلیس و وزارت امور خارجه بریتانیا بهره می‌برد.

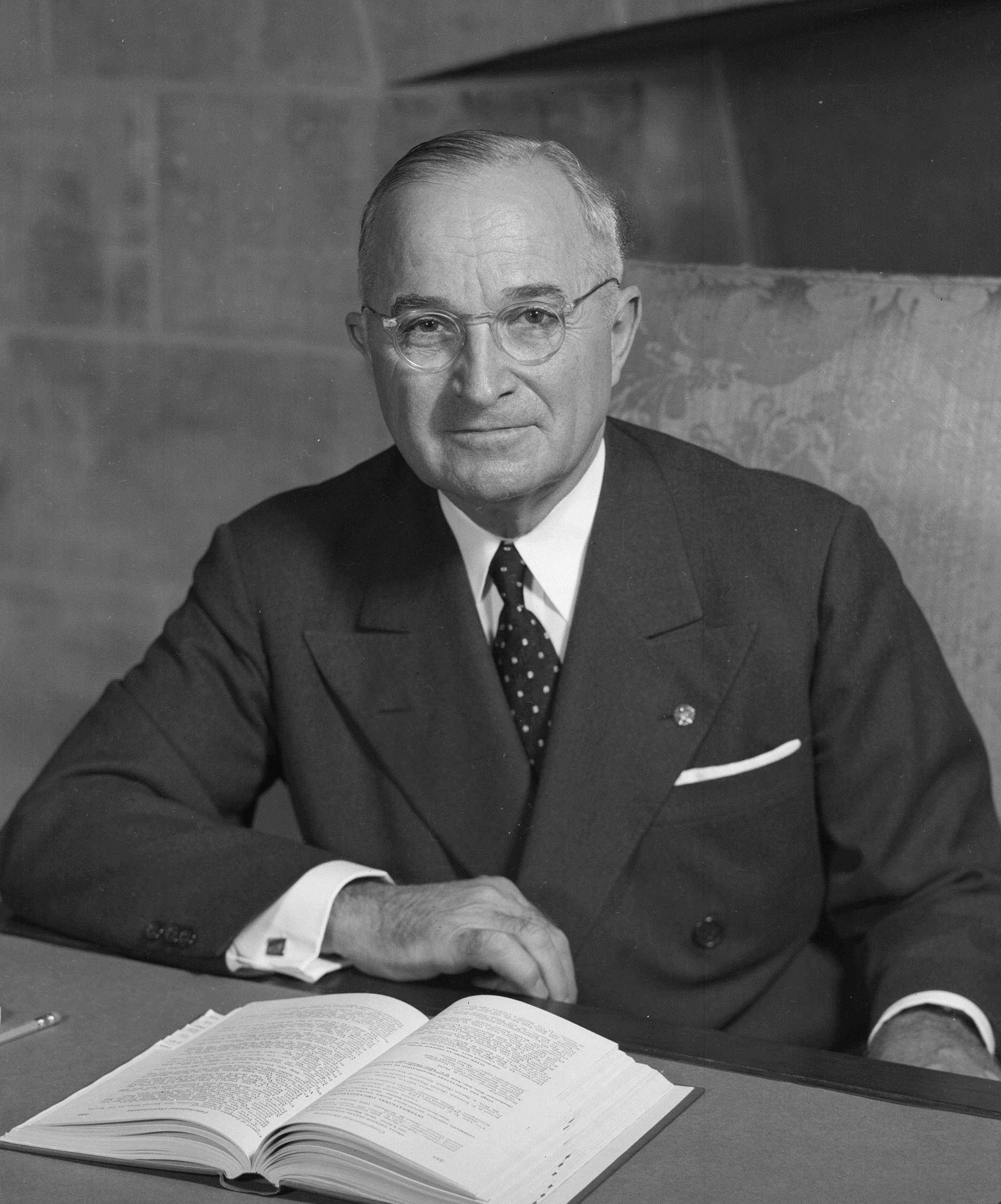
هری ترومن

در واقع کشمکش اصلی و حل ناپذیر میان ایران و بریتانیا در مناقشه نفتی بحث «کنترل» بود و آمریکا نیز از ابتدا در این زمینه با بریتانیا همدست بود. در این راستا سیاست دولت‌های آمریکا و بریتانیا پذیرش «لفظی» ملی شدن صنعت نفت در نظر و تداوم کنترل ارسال نفت به بازارهای جهانی در عمل بود.
در دوران ریاست جمهوری هری ترومن، تلاش‌های دولت محافظه کار وینستون چرچیل در بریتانیا برای همراه ساختن آمریکا در تغییر دولت ایران نتیجه نداد و اسناد منتشره نشان می‌دهند که برنامه آمریکا در این دوره مشروط به حمله شوروی یا به قدرت رسیدن حزب توده در ایران بوده است. اما پس از روی کار آمدن دولت جمهوریخواه ژنرال دوایت آیزنهاور سیاست آمریکا به سمت اقدام «پیشگیرانه» رفت و از این پس بود که پول و مأموران مخفی آمریکا به ایران سرازیر شدند. بریتانیا به دلیل نیاز به جلب مشارکت شاه و نیز به دلیل بسته بودن سفارت بریتانیا در ایران نیازمند به همراه کردن آمریکا در کودتا بود.

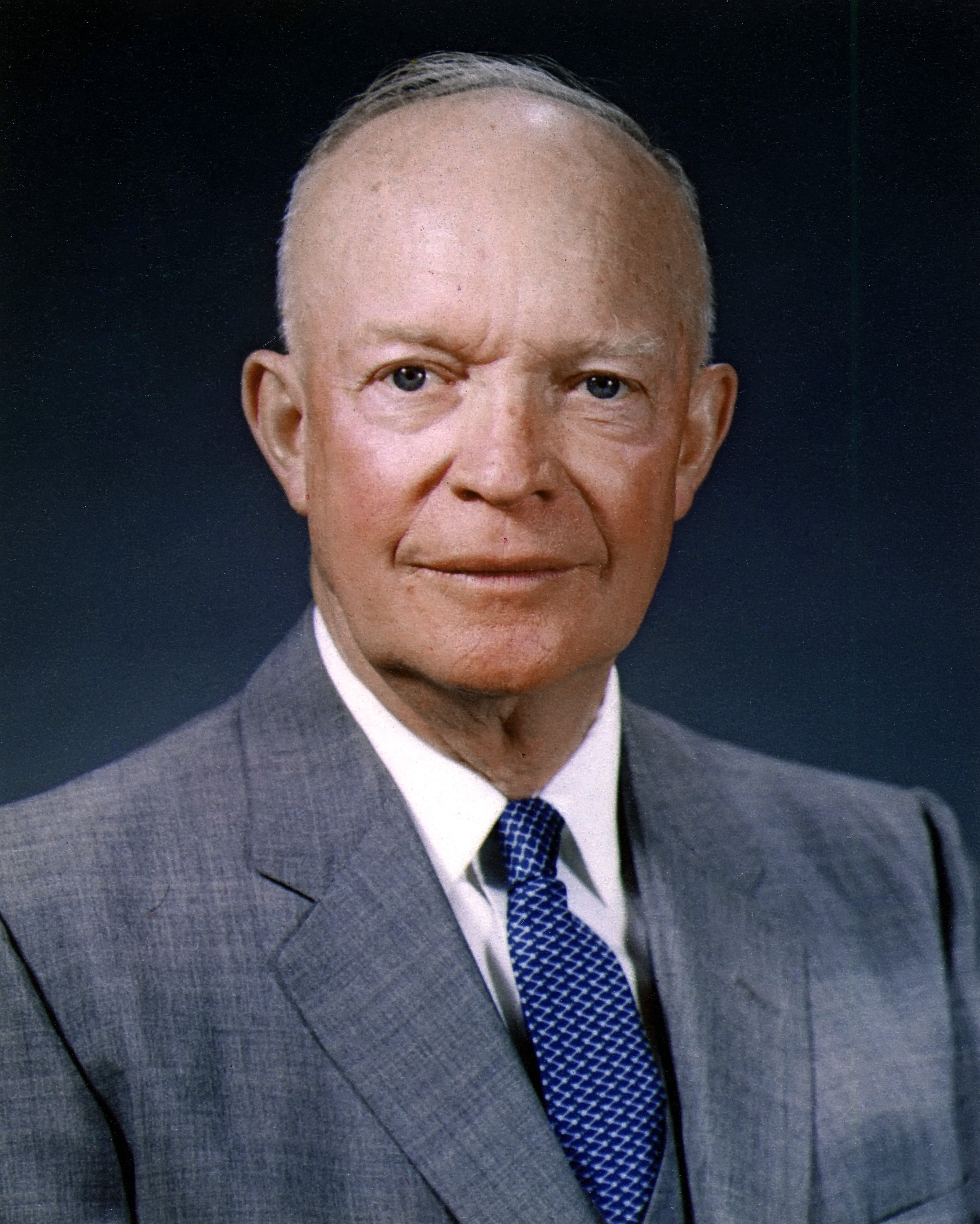
دوایت آیزنهاور

روابط بریتانیایی‌ها با درباریان، نظامیان و طبقه روحانیت در ایران نیز کمک شایانی به برنامه‌های آمریکا می‌کرد و اسناد حاکی از آن هستند که برای همراه ساختن نمایندگان مجلس، روحانیون، افسران ارتش و روزنامه‌ها با کودتا علیه دولت مصدق پول در نظر گرفته شده بود. همچنین پیداست که سپهبد فضل‌الله زاهدی انتخاب آمریکا برای فرماندهی کودتا بوده و بسیاری از فعالیت‌های پیش از کودتا را نیز، عاملان آمریکا و نه خود فضل‌الله زاهدی به انجام می‌رساندند. در سطح پایین‌تر، نقش نمایندگان بریتانیا و به ویژه برادران رشیدیان پررنگ‌تر بوده است که می‌توانستند سران آشوب طلب و مردم عادی را با پول علیه مصدق بشورانند. تردیدی نیست که آمریکا و بریتانیا هر آنچه می‌توانستند برای سرنگونی دولت مصدق کردند اما شاید موفقیت ایشان بدون نقش آفرینی خود ایرانی‌ها ممکن نمی‌شد.
برای انجام کودتا برادران دالس (جان فاستر دالس و آلن دالس) که در دولت آیزنهاور به عنوان وزیر خارجه و رئیس سیا حاضر شدند به عنوان مهره‌های طرف مشورت بریتانیا به آیزنهاور یادآوری کنند که آماده نجات ایران از دامن کمونیسم باشد. آن‌ها همچنین به چرچیل نیز خبر دادند که آماده کودتا باشد. رهبری عملیات به عهده افسری با تجربه به نام کرمیت روزولت گذاشته شد. روزولت در آن زمان ۳۷ ساله و رئیس بخش آسیا- خاور نزدیک سازمان سیا بود.

## مخالفان داخلی مصدق
در پسایند قیام ۳۰ تیر ۱۳۳۱، برخی از رهبران جبهه ملی، مشخصاً سید ابوالقاسم کاشانی، مظفر بقایی و حسین مکی بر سر مسایلی چون انتصابات جدید کابینه مصدق و درخواست او از مجلس برای اعطای اختیارات اضطراری با او دچار اختلاف و از او نومید شدند. نتیجتاً این افراد خود را در تشنج آفرینی علیه مصدق با زاهدی که به سیف‌الله و اسدالله رشیدیان، مأموران شناخته شده بریتانیا، پیوسته بود همسو کردند. در یک سال بعد زاهدی در رشته تلاشهایی برای سرنگونی مصدق به‌طور نزدیک با این افراد و دیگر چهره‌های برجسته همکاری کرد. نخستین این تلاش‌ها با بازداشت رشیدیان و دیگر حامیان زاهدی در ۲۱ مهر ۱۳۳۱ ناگهان پایان یافت. مصدق روابط دیپلماتیک با بریتانیای کبیر را قطع کرد و مدعی شد زاهدی مورد پشتیبانی سفارت بریتانیا قرار دارد. در فوریه ۱۹۵۳، زاهدی، کاشانی و دیگران رشته حوادثی را تحریک کردند که در تهران ناآرامی جدی برانگیخت و نزدیک بود حکومت مصدق را سرنگون کند. چند هفته بعد زاهدی، بقایی و پسر کاشانی و تعدادی از همکارانشان در ربایش و قتل ژنرال محمود افشار طوس، رئیس شهربانی مصدق، درگیر شدند، حمله ای که ظاهراً مورد پشتیبانی سفارت بریتانیا قرار داشت و برای کلید زدن کودتایی علیه مصدق طراحی شده بود. در سراسر این دوره زاهدی و همپیمانانش همچنین برای تضعیف حمایت از مصدق در مجلس و نیروهای مسلح و درون جبهه ملی و عموم مردم ایران فعالیت می‌کردند.

### مجلس شورای ملی
نخستین مخالفان مصدق وابستگان شرکت نفت ایران و انگلیس و هواداران سیاست بریتانیا در ایران بودند. این گروه در بخش‌های مختلف اجتماع فعال بودند. برخی از نمایندگان دوره هفدهم مجلس شورای ملی با مصدق آشکار و پنهان مخالفت می‌کردند. شبکه بدامن دستگاه مطبوعاتی وابسته به شرکت نفت ایران و انگلیس هم با نوشتن مقاله و پخش اخبار و دامن زدن به شایعات نقش خود را ایفا می‌کردند.
با شدت گرفتن اختلاف‌ها بر سر وزارت جنگ، مصدق در روز ۲۵ تیر ۱۳۳۱ از قدرت کناره گرفت اما حمایت تمامی گروه‌های سیاسی و افراد مانند سید ابوالقاسم کاشانی، احزاب ملی‌گرا مانند حزب پان ایرانیست، حزب ایران، حزب ملت ایران و … از مصدق باعث یک شورش عمومی ضد قوام شد. در نتیجه قوام استعفا داده و مصدق پس از قیام ۳۰ تیر با حمایت بیشتر مردم و رای نمایندگان مجلس دوره هفدهم دوباره به نخست‌وزیری انتخاب شد. از این زمان فضل‌الله زاهدی (بازنشسته ارتش) خود را به عنوان اپوزیسیون دولت مطرح کرد.
عده‌ای از افسران بازنشسته ارتش و ژاندارمری با تشویق و تحریک و تطمیع دربار به صف مخالفان پیوستند. توطئه ربودن و شکنجه و کشتن سرتیپ محمود افشارطوس، رئیس شهربانی، به رویارویی همه‌جانبه دو طرف انجامید. مخالفان به رهبری حسین مکی در مجلس، طرح استیضاح دولت را مطرح کردند. هواداران دولت نیز کاشانی را از ریاست مجلس برداشتند. در این زمان همچنان اکثریت نمایندگان مجلس هوادار دولت بودند ولی به گفته خود مصدق، این اکثریت شکننده بود. مصدق در طی یک رفراندوم از مردم خواست که بین مجلس و دولت یک گزینه را انتخاب کنند و با انتخاب دولت از سوی شرکت کنندگان، مصدق انحلال مجلس را مطابق با نتیجه رفراندوم از شاه درخواست کرد.

شعبان جعفری در هواداری از شاه

### محمدرضا پهلوی
جلب همکاری شاه علیه نخست‌وزیر قدرتمندش کار آسانی نبود زیرا او در آن دوران چنان متزلزل و مشکوک بود که تصور می‌کرد بریتانیا در ظاهر علیه مصدق موضع می‌گیرد ولی اصل می‌خواهد خود او را از سلطنت ساقط کند. او در ۳۱ اردیبهشت ۱۳۳۲ (۲۱ مه ۱۹۵۳)، به منابع سفارت آمریکا در تهران گفته بود: «انگلیسی‌ها خاندان قاجار را بیرون انداختند و پدرم را سر کار آوردند. آن‌ها پدرم را بیرون انداختند و می‌توانند من را هم بیرون بیندازند» و «اگر انگلیسی‌ها می‌خواهند که من بروم، باید فوراً بدانم تا بی سر و صدا بروم». به همین دلیل از امضای فرمان عزل مصدق و انتصاب سرلشکر فضل‌الله زاهدی به نخست‌وزیری طفره می‌رفت. سازمان‌های جاسوسی آمریکا و بریتانیا اشرف پهلوی، اسدالله رشیدیان (عامل بریتانیا) و نورمن شوارتسکف (پدر) را برای جلب رضایت شاه فرستادند اما شاه اراده اقدام علیه مصدق را نداشت.
در این میان شاه به وضوح در پاسخ به درخواست مخالفان، از لزوم برکناری دولت از روش‌های قانونی سخن می‌گفت. مصدق به صورت یک شخصیت محبوب و بین‌المللی درآمده بود و شاه نیز از همین مسئله هراس داشت. هراس از تشکیل یک حکومت جمهوری همان چیزی که در پشت جلد قرآن از مصدق بر عدم آن سوگند گرفته بود که در هر شرایطی به این کار دست نزند. این هراس بعد از چند اتفاق و رویداد مهم از جمله درگیری احزاب در ۲۳ تیر و رویداد ۳۰ تیر ۱۳۳۱ به او هشدار داد تا کار را تمام کند.
سازمان‌های جاسوسی آمریکا و بریتانیا، شاه جوان را یک «ساقه نازک» توصیف می‌کردند که به گونه‌ای «آزارنده» به تعهد و تضمین حمایت آنان نیاز داشت. اما حمایت همین «ساقه نازک» برای انجام کودتا اهمیت حیاتی داشت؛ زیرا ارتش ایران بدون رضایت شاه توان موفقیت نداشت. کرمیت روزولت در نامه‌ای ناامیدانه به واشینگتن نوشت که بدون رضایت شاه کودتا فایده‌ای نخواهد داشت و خواستار «فشار حد نهایی» شد؛ زیرا در صورت سرنگون مصدق، نخست‌وزیر بعدی بدون پشتیبانی شاه توان اداره کشور و حل بحران نفت با بریتانیا را نداشت.
از سوی دیگر، آمریکا و بریتانیا چنان به کنار زدن محمد مصدق مصمم بودند که در نظر داشتند در صورت عدم حمایت شاه از نقشه کودتا، او را از تخت سلطنت ساقط کرده و شاهزاده غلامرضا پهلوی را بر تخت بنشانند. لوی هندرسون سفیر وقت آمریکا در تهران به شاه هشدار داد که بدون همکاری او نیز کودتا انجام خواهد شد و در این صورت، آمریکا و بریتانیا دیگر از دودمان پهلوی حمایت نکرده و این سلسله منقرض خواهد شود. هنگامی که شاه بالاخره فرمان عزل مصدق و انتصاب زاهدی به نخست‌وزیری را امضا می‌کند روزولت و همکارانش در سطر نخست سند گزارش سیا به حروف انگلیسی می‌نویسند: «الحمدالله» و سپس می‌گویند «فشارها بالاخره مؤثر واقع شد».

### دربار پهلوی
خانواده سلطنتی و اطرافیان آنان در دربار از اقدامات محمد مصدق در محدود کردن اختیارات شاه و جلوگیری از دخالت درباریان در امور حکومتی از این روی برای سلطنت دودمان پهلوی احساس خطر می‌کردند. آنان نیز با دولت بریتانیا در مقابله با محمد مصدق همسود بودند. اشرف پهلوی و علیرضا پهلوی از فعال‌ترین درباریان مخالف مصدق شدند.
در آغاز سال ۱۳۳۱، احمد قوام (قوام السلطنه) به ایران بازگشت و حمایت بریتانیا و نزدیکان شاه، به‌خصوص اشرف پهلوی از قوام، با مشکلات مصدق با مجلس شورای ملی و رئیس وقت مجلس، حسن امامی همراه شد.

### روحانیون
سید ابوالقاسم کاشانی و سید محمد بهبهانی (فرزند سید عبدالله بهبهانی) دو روحانی سیاسی تهران و دشمن سرسخت مصدق بودند. این دو همواره به جاسوسی برای سازمان‌های آمریکا و بریتانیا در کودتای ۲۸ مرداد و دریافت پول متهم بوده‌اند. آن‌ها افرادی چون شعبان جعفری و طیب حاج‌رضایی را به طرفداری از شاه به خیابان‌ها آوردند تا مقدمه کودتای ارتش را فراهم کنند.

#### سید ابوالقاسم کاشانی
نقش ابوالقاسم کاشانی در کودتای ۲۸ مرداد همواره یک موضوع تاریک و بحث‌برانگیز بوده است.
ابوالقاسم کاشانی که سابقه طولانی مبارزه با بریتانیا و نقش پشتیبانی مهمی از کارزار ملی شدن صنعت نفت داشت پس از قیام ۳۰ تیر ۱۳۳۱ همراه با مظفر بقائی و حسین مکی و ابوالحسن حائری‌زاده به مخالفان مصدق پیوست.

سید محمد بهبهانی (نفر نخست از سمت راست) در کنار سید ابوالقاسم کاشانی (نفر وسط) پس از کودتای ۲۸ مرداد ۱۳۳۲

مجموعه اسناد منتشر شده دولت آمریکا نشان می‌دهند که سید ابوالقاسم کاشانی ماه‌ها پیش از مرداد ۱۳۳۲ با سفارت ایالات متحده آمریکا در تهران و مأموران سازمان اطلاعات مرکزی آمریکا (سیا) در تماس بوده است. هرچند این اسناد ثابت نمی‌کنند که او به‌طور مستقیم در طرح کودتا شرکت داشته یا از آمریکایی‌ها پولی دریافت کرده باشد.
کاشانی علاوه بر رقابت‌های سیاسی با مصدق، به شهرت بالای نخست‌وزیر و پوشش خبری گسترده‌ای که رسانه‌های داخلی و خارجی به او می‌دادند حسادت می‌کرده است. آمریکا، کاشانی را به عنوان یک «هدف اطلاعاتی» قرار داد تا از این راه «ائتلاف نامقدس گروه مصدق و آیت‌الله کاشانی» را برهم زده و با کمک او به تخریب مصدق بپردازند. از آنجا که کاشانی خود را رهبر معنوی مسلمانان جهان می‌دانست آن‌ها با ستایش رفتار او، مصدق را مانع اصلی در رسیدن به اهداف کاشانی مانند تشکیل یک ارتش میلیونی مسلمین برای مبارزه با امپریالیسم و رهبری او بر جهان اسلام معرفی می‌کردند. به این ترتیب، کاشانی آغاز به موضع‌گیری علیه مصدق کرد.

البته آمریکا از به قدرت رسیدن ابوالقاسم کاشانی به عنوان یک دولت ترس داشت زیرا معتقد بود که دولت کاشانی همان خط‌مشی محمد مصدق را با توسل به خشونت و ترور مخالفان دنبال خواهد کرد.

ابوالقاسم کاشانی و مظفر بقایی در خانه تخریب شده مصدق، ۲۹ امرداد ۱۳۳۲

#### محمد بهبهانی
چند روز پیش از کودتای نافرجام ۲۵ مرداد ۱۳۳۲ سفارت آمریکا در تهران مبالغ زیادی پول به عوامل بانفوذ خود از جمله سید محمد بهبهانی پرداخت کرده بود. این پول به «دلارهای بهبهانی» معروف شد. البته مقدار دقیق پول دریافت شده توسط بهبهانی مشخص نیست.
او چنان مورد اعتماد کامل سازمان‌های اطلاعاتی آمریکا و بریتانیا بوده که یکی از دست‌اندرکاران اصلی عملیات نهایی سرنگونی مصدق و مسئول سازماندهی تظاهرات در صبح روز ۲۸ مرداد بوده است.
پس از سرنگونی مصدق، پرداخت پول به محمد بهبهانی ادامه یافت. در یک گزارش سیا آمده که سرلشکر زاهدی (نخست‌وزیر تازه) در روز چهارم مهر ۱۰ هزار تومان (حدود یک هزار دلار آمریکا) و یک هفته بعد پنج هزار تومان (حدود ۵۰۰ دلار آمریکا) به بهبهانی داده تا ضمن حفظ حسن‌نیت بهبهانی، او را حامی دولت خود نگه دارد.

## زمینه‌سازی کودتا
در پایان سال ۱۳۳۱–۱۹۵۲ روشن بود که دولت مصدق نمی‌تواند با کشورهای غربی به توافق برسد. در گزارشهای سیا آمده است که هدف عملیات آژاکس، بازسازی منزلت و قدرت شاه و جایگزینی دولت مصدق با دولتی بود که ایران را با سیاست‌های سازنده اداره کند و دولت‌های غربی بتوانند دربارهٔ بازار نفت با آن به توافق برسند. در مارس ۱۹۵۳ (اسفند ۳۱-فروردین۳۲) وزارت خارجه آمریکا از سازمان سیا می‌خواهد امکان ساقط کردن مصدق از طریق عملیات مخفیانه را بررسی کند. نتیجه ارزیابی سیا این است که امکان دارد. سپس سیا به همراه ام آی سیکس عملیات را شروع می‌کنند. کرمیت روزولت، رئیس خاور نزدیک و آفریقای سیا با رئیس دفتر ایران سیا، راجر گولران، و دو افسر سیا در بیروت دیدار می‌کند و در ۱۴ ژوئن ۱۹۵۳ (۲۴ خرداد ۳۲) طرح کودتا به دفتر سرویس اطلاعات سری بریتانیا ارائه می‌شود.
ایالات متحده و بریتانیا آن قدر به کنار زدن محمد مصدق از قدرت مصمم بودند که در نظر داشتند که اگر شاه از نقشه کودتای آنها حمایت نکند، خود او را از تخت سلطنت ساقط و برادرش غلامرضا را جانشین او کنند. سازمان‌های جاسوسی آمریکا و بریتانیا لوی هندرسون اشرف پهلوی، اسدالله رشیدیان و نورمن شوارتسکف (پدر) را نزد شاه فرستادند تا رضایتش را جلب کنند ولی شاه اراده و جرئت اقدام علیه مصدق را نداشت. سیا سپس کرمیت روزولت را فرستاد که به شاه هشدار داد کودتا بدون همکاری او هم انجام خواهد شد که در این صورت، آمریکا و بریتانیا دیگر از خاندان پهلوی حمایت نخواهند کرد و این سلسله می‌تواند منقرض شود. البته روزولت به واشینگتن گزارش داد که بدون رضایت شاه کودتا فایده‌ای نخواهد داشت و باید تصمیم گرفت که آیا باید «فشار حد نهایی» را در ظرف دو سه روز آینده بر شاه وارد آورد یا این که کودتا را به تأخیر انداخت.

رهبری عملیات به عهده کرمیت روزولت رئیس بخش آسیا-خاور نزدیک سازمان سیا گذاشته شد. او با پرواز به بیروت رفت و از آنجا با اتومبیل با نام مستعار «جیمز لاکریج» وارد ایران شد. در آن زمان همه چیز برای اجرای کوتا آماده بود. حزب توده که ارتباطاتی با نزدیکان محمد مصدق داشت از چند هفته پیش خبر وقوع یک کودتای نظامی را گزارش کرده بود. 

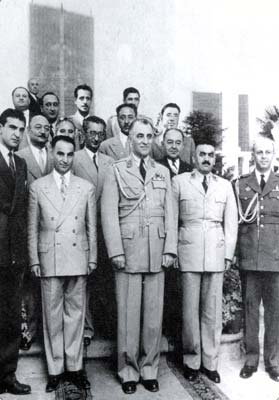
سرلشکر زاهدی در میان کودتاچیان

تاخت و تاز احزاب مختلف در تهران، ناسزاگویی مطبوعات وابسته به دربار از جمله روزنامه داد عمید نوری به مصدق، رخدادهای سی تیر ۱۳۳۱ و برکناری قوام، حمله مطبوعات بین‌المللی طرفدار بریتانیا به مصدق و درگیری و زورآزمایی او با شرکت نفت ایران و انگلیس و عدم صادرات نفت ایران و مسدود شدن اعتبارات بین‌المللی و بروز سایر مشکلات از مصدق یک سیاستمدار منزوی ساخته بود. او تلاش می‌کرد تا اقتصاد بدون نفت ایران را شکل دهد و بر پایه گرفتن مالیات از صاحبان صنایع و بازاریان این هدف را به انجام برساند. اما با سنگ اندازی‌های بسیار در این جریان نتوانست اوضاع را به نفع خود تغییر دهد.
در همین حال ژنرال نورمن شوارتسکف (پدر) با مبالغی پول نقد به بهانه مأموریت در لبنان و مصر و پاکستان وارد ایران شد و با شاه ملاقات کرد.

رابط بریتانیایی یعنی شاپور ریپورتر نیز با شاه ملاقاتی داشت و از طریق او به شاه پیام داده شد که آمریکا و بریتانیا قصد کودتا دارند و وحشتی از این کار ندارند. شاه با تکان دادن سر با قصد آنان موافقت کرد. در آن دیدار مهم ژنرال نورمن شوارتسکف به شاه اطلاع داد که افسر جوان فرمانده کودتا (روزولت) نیز قصد دیدار با او را دارد. شاه اظهار نگرانی کرد و درخواست کرد که این دیدار محرمانه باشد تا دیگران به این قضیه پی نبرند و به مصدق گزارش ندهند. دیداری که بعدها در یک شب در اتومبیل روی داد و روزولت زیر پتویی پنهان و در همان حال با شاه مذاکره کرد. 

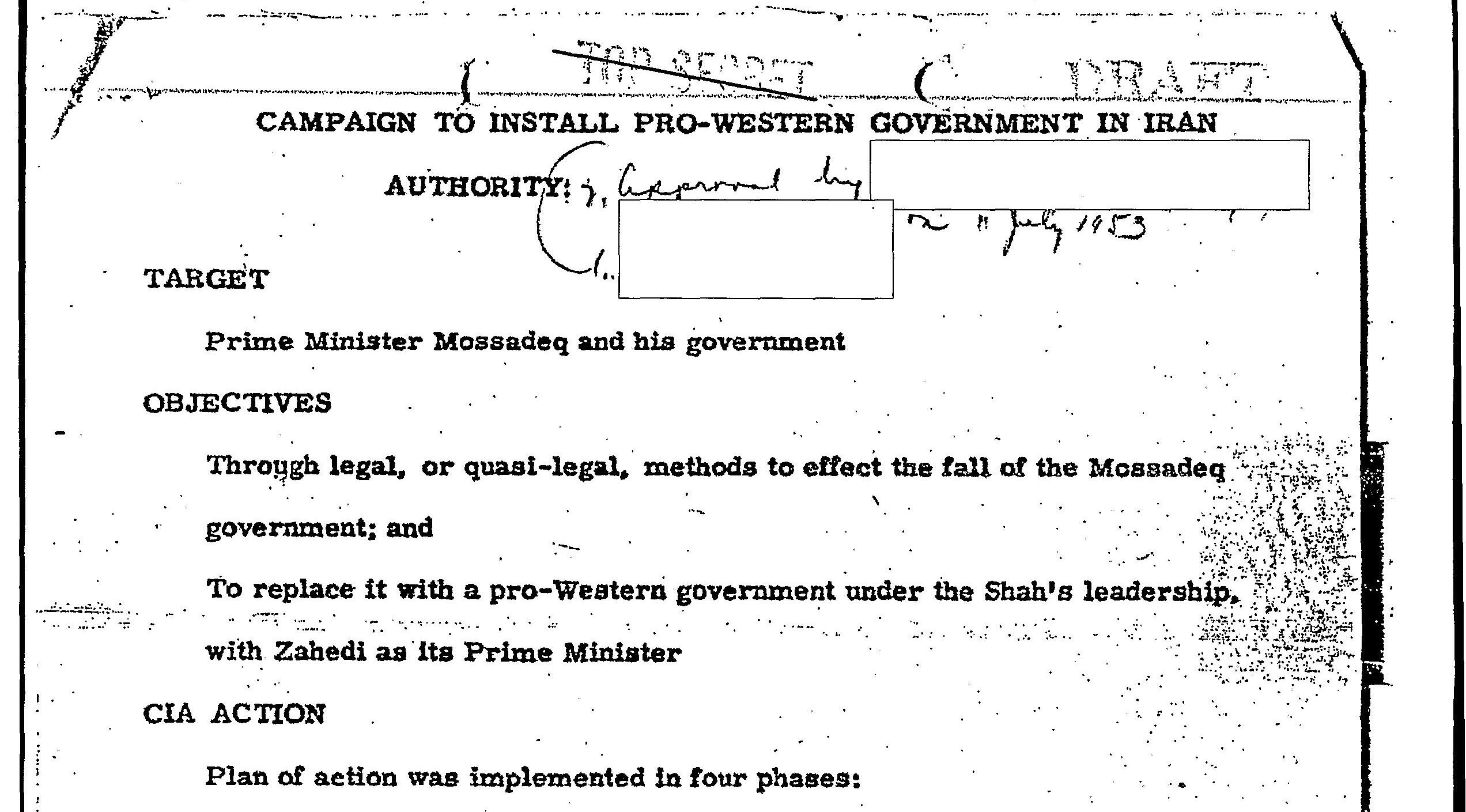
سند سازمان اطلاعات مرکزی ایالات متحده آمریکا (سیا) بر دست داشتن در کودتای ۲۸ مرداد

خلع مصدق به وسیله انجام کودتا یک بار هم قرار بود در سال ۱۳۳۱ بیفتد. اما مصدق متوجه شد و با تعطیل کردن سفارت بریتانیا در تهران و اخراج تمام دیپلمات‌های بریتانیایی، این برنامه را ناکام گذاشت. غروب روز ۲۴ مرداد ۱۳۳۲ گروهی از افسران سیا در ویلای امنی در تهران گردهم آمدند.
دولت بریتانیا برای پیشبرد تبلیغات خود علیه مصدق از رادیوی فارسی بی‌بی‌سی هم استفاده می‌کرد و بارها مطالب ضدّ مصدق از این رادیو پخش شد. تا جایی‌که کارمندان ایرانی این رسانه دست به اعتصاب زدند. در ۲۱ ژوئیه ۱۹۵۱ (میلادی) یکی از مقام‌های وزارت امور خارجه بریتانیا از سفیر کشورش در ایران به خاطر پیشنهادهای وی در بهبود برنامه‌های رادیویی علیه مصدق سپاس‌گزاری کرده است: «بی‌بی‌سی تا اینجا بیشتر نکاتی که شما فهرست کرده‌اید انجام داده است. اگر اطلاعات بیشتری بدهید که چگونه می‌توان برنامه‌ها را مؤثرتر کرد تا به همان ترتیب اجرا شود. ضمناً باید از حمله به طبقات حاکم اجتناب کنیم؛ چرا که احتمال دارد بخواهیم با حکومتی که از همان طبقات بعد از سقوط مصدق تشکیل می‌شود کار کنیم». بر پایه‌گذارش دونالد ویلبر، کارشناس سیا در ایران، اسدالله رشیدیان به محمدرضا پهلوی گفت که از رادیو فارسی بی‌بی‌سی هم درخواست کمک شده تا شاه اطمینان یابد که دولت‌های آمریکا و بریتانیا طرح کودتا را تأیید کرده‌اند. او می‌گوید که قرار شده رادیوی فارسی بی‌بی‌سی جمله «الان نیمه شب است» را به «الان دقیقاً نیمه شب است» تغییر دهد تا شاه آن را بشنود و مطمئن شود که طرح سرنگونی را آمریکا و بریتانیا حمایت می‌کنند.
برخی معتقدند: این موضوع صرفاً برای جلب حمایت شاه از کودتا با او در میان گذاشته شده باشد؛ زیرا رادیوی فارسی بی‌بی‌سی هرگز برنامه‌ای در دوازده شب نداشته است. این موضوع را برخی از کارمندان بی‌بی‌سی، چون صادق صبا، بیان می‌کنند. مستندی نیز که توسط بی‌بی‌سی فارسی تهیه شده است، موید این موضوع است. این ادعا در حالی مطرح شده که شبکه ۴ بی‌بی‌سی خود صراحتاً این موضوع را تأیید می‌کند. در حقیقت در تاریخ ۲۲ اوت ۲۰۰۵ شبکه چهار رادیو بی‌بی‌سی برنامه ای را تحت عنوان یک کودتای خیلی بریتانیایی با اجرا و برنامه سازی مایک تامپسون تولید و پخش کرد در آن به صراحت اعلام شد که مجری بی‌بی‌سی در ایام کودتا طی رمزی به جای عنوان همیشگی اکنون ساعت ۱۲ نیمه شب است، از عبارت اکنون ساعت دقیقاً ۱۲ نیمه شب است، استفاده کرد.
در طرف مقابل، مخالفان استدلال دیگری دارند. مارک گازیوروسکی در این باره چنین نظر دارد: اسدالله رشیدیان انگلیس که در هنگام انجام کودتا همراه برادرانش به خدمت سفارت آمریکا گرفته شده بود، در روزهای ۳۰ و ۳۱ ژوییه (۸ و ۹ مرداد) با شاه ملاقات کرد. وی برای اثبات این امر که از جانب انگلستان سخن می‌گوید ترتیبی داد که یکی از عبارت‌های انتخاب شده شاه از رادیو BBC پخش شود؛ لذا شب قبل از کودتا، رادیو BBC در برنامه فارسی خود، شعری از فردوسی را قرائت کرده است که دوازده سال پیش در شب سوم شهریور ۱۳۲۰ و در آستانه ورود ارتش‌های اشغالگر متفقین به ایران خوانده بود:
چو فردا برآید بلند آفتاب من و گرز و میدان و افراسیاب
همچنین خسرو معتضد، تاریخ پژوه، اعتقادی مخالف این دو روایت دارد. وی می‌گوید: برخی تصور می‌کنند که جمله «اکنون ساعت دقیقاً ۱۲ نیمه شب است» در بخش فارسی رادیو بی‌بی‌سی بیان شده که این‌طور نیست و این جمله در بخش انگلیسی بیان گردیده است. همچنین در مورد زمان پخش این جمله چنین اعتقاد دارد: زمان بیان این جمله ۲۸ مرداد نیست و اینکه گفته می‌شود برای پیروزی کودتا در شب ۲۸ مرداد گفته شده، یک اشتباه و غلط تاریخی است. حتی برخی گفته‌اند که این جمله در شب ۲۴ مرداد بیان شده که باز هم اشتباه است؛ چرا که شاه عصر روز ۲۴ مرداد حکم عزل مصدق و انتصاب زاهدی را امضا کرده و از تهران خارج شده بود. تاریخ دقیق این جمله مربوط به شب ۲۲ مرداد سال ۱۳۳۲ و در بخش انگلیسی رادیو بی‌بی‌سی است.

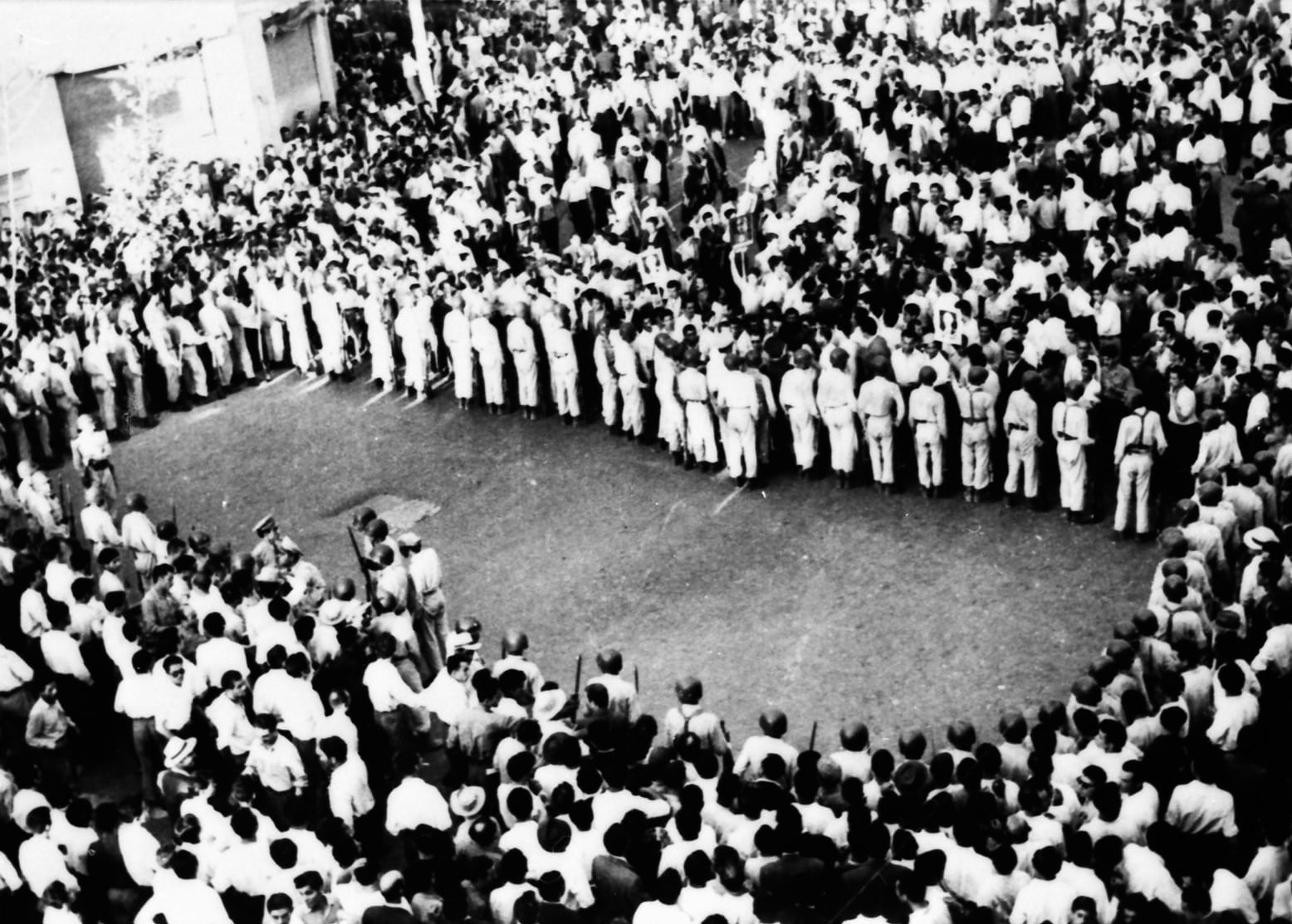
۱۳ مرداد ۱۳۳۲: برای محدودسازی قدرت شاه، مصدق درخواست همه‌پرسی کرد. جلسه بزرگی برگزار شد. مصدق از سربازان خواست که بین طرفداران او و حزب توده فاصله ایجاد کنند.

## اجرای عملیات آژاکس

### کودتای ۲۵ مرداد
با برگزاری همه‌پرسی و اعلام حمایت مردم از دولت و انحلال مجلس دیگر معلوم بود که شاه و بریتانیا باید دست از اقدامات به ظاهر قانونی خود بردارند و رو در رو، مصدق را ساقط کند.
نقشه کودتا با همکاری بریتانیا و آمریکا طرح شد و پس از چندبار تجدید نظر و مشورت با عناصر اصلی به تصویب رسید.
به‌طور کلی عملیات آژاکس در ۴ مرحله انجام می‌شد:
1. تبلیغات منفی در مساجد، جراید، خیابان‌ها توسط شبکه بدامن علیه مصدق به خاطر روابط نزدیکانش با حزب توده و شوروی.
2. خلع مصدق از نخست‌وزیری با فرمان شاه.
3. تظاهرات گروه‌های از مردم به نفع شاه و سلطنت.
4. ظاهر کردن پیروزمندانه سرلشکر زاهدی به عنوان نخست‌وزیر تازه از سوی شاه.

نقشی که برای شاه در نظر گرفته شده بود امضای فرمان عزل مصدق و نیز امضای فرمان نصب سرلشکر زاهدی به نخست‌وزیری بود. اشرف پهلوی که با فشار مصدق، به خارج از کشور رفته بود با جان فاستر دالس و اسدالله رشیدیان در سوئیس یا (پاریس؟) دیداری داشت و سپس با استفاده از نام خانوادگی شوهرش «شفیق» به ایران بازگشت و در مدت کوتاهی که فرصت داشت شاه را در جریان طرح کودتا گذاشت و با آشکار شدن حضورش دوباره ناچار به خروج از کشور شد. بعد از اطلاع مصدق از بازگشت اشرف، وی عکس‌العمل تندی نشان داد و به شاه اعلام کرد که اگر خواهر شاه خاک ایران را تا بیست و چهار ساعت ترک نکند وی را زندانی و دادگاهی خواهد کرد.  اشرف در پی عکس‌العمل تند مصدق دوباره از ایران خارج شد. شاه پس از تردیدهای اولیه به امضای فرمان‌ها رضایت داد.

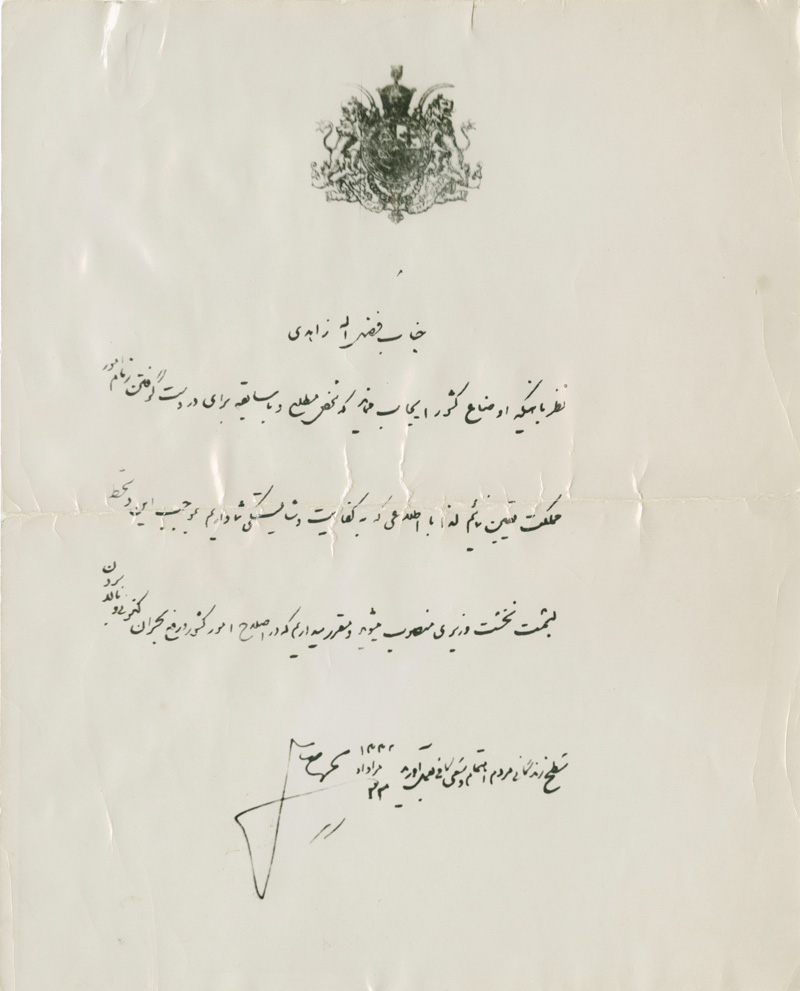
فرمان رسمی شاه به خط نستعلیقمبنی بر انتصاب سرلشکر فضل‌الله زاهدی به مقام نخست‌وزیری ایران
بعدها روشن شد که شاه در واقع دو ورقه سفید را امضاء کرده بود تا کودتاگران (سیا) آنچه لازم است بر بالای امضای او بنویسند.

در ۲۵ مرداد مصدق که صدور فرمان عزل را خلاف روح قانون اساسی مشروطه و پادشاهی مشروطه دانست و متوجه کودتای شاه علیه خود شد در برابر این کودتا مقاومت کرد. این حرکت، منجر به فرار شاه به عراق و سپس ایتالیا شد. در ۲۵ مرداد کودتایی که سازمان‌های اطلاعاتی بریتانیا و آمریکا طرح کرده بودند آغاز شد.
فرمان عزل را یک ساعت بعد از نیمه شب ۲۵ مرداد نعمت‌الله نصیری رئیس گارد سلطنتی (گارد جاویدان) بود با همراهی تانک و زره‌پوش از سعدآباد به خیابان کاخ (خیابان فلسطین کنونی) آورد تا در منزل مصدق به او ابلاغ کند. مصدق که با تلفن از حرکت این گروه باخبر شده بود فرمان را گرفت و رسید داد و نیروی محافظ مقر او بلافاصله نصیری و نیروی همراه او را بازداشت کردند. شاه که قبلاً به کلاردشت رفته بود با شنیدن خبر به رامسر رفت و از آنجا با هواپیما به بغداد و سپس به رم پرواز کرد.
صبح ۲۵ مرداد خبر اقدام نصیری در شهر منتشر شد و همه دانستند که کوششی برای برکناری مصدق صورت گرفت و ناموفق بود. کودتای ۲۵ مرداد شکست خورده بود.

### دیدار مصدق و هندرسون در ۲۷ مرداد
در روز ۲۵ مرداد لوی هندرسون، سفیر وقت آمریکا در ایران «در تعطیلات» به‌سر می‌برد. او پس از نافرجام بودن این کودتا فوراً به تهران برگشت و در ۲۷ مرداد به دیدار مصدق رفت تا برای مصدق دام پهن کند. او از دست‌اندرکاران اصلی کودتا بود ولی در ظاهر بر عدم دخالت در امور داخلی ایران تأکید داشت. هندرسون در گزارش رسمی خود به واشینگتن نوشت که این دیدار آرام بوده ولی اسناد فاش شده نشان دادند که این دیدار پرتنش بوده و به‌طور ناگهانی به پایان رسیده است.
در این دیدار، هندرسون به مصدق هشدار داد که ادامه اصرارش به باقی ماندن در سمت نخست‌وزیری به نفع ایران نیست. مصدق نیز از گفته هندرسون به شدت عصبانی شد و پاسخ داد که: او حق دخالت در امور داخلی ایران را ندارد. هندرسون نیز مصدق را تهدید کرد که: اگر نظم و آرامش را به خیابان‌ها برنگرداند و حملات تظاهرکنندگان ملی یا چپ‌گرا به شهروندان و مراکز آمریکایی در ایران متوقف نشود، کمک‌های مالی و فنی واشینگتن به ایران به خطر خواهد افتاد و کاخ سفید، مصدق را به عنوان نخست‌وزیر ایران به رسمیت نخواهد شناخت. در واکنش به این تهدید، مصدق تجمعات عمومی را ممنوع اعلام کرد و طرفداران خود را از خیابان‌ها خارج کرد.

### روند کودتای ۲۸ مرداد
رئیس دفتر تیمسار فضل‌الله زاهدی که از اعضای سازمان نظامی حزب توده ایران بود، برنامه کودتا را سه روز پیش از کلید خوردن کودتای ۲۸ مرداد به حزب توده ایران اطلاع داده بود. از این روی حزب توده شروع به سازماندهی تظاهرات در تهران و شهرستان‌ها به نفع محمد مصدق کرد. در این بین گروهی نیز به شایعه پراکنی و اقدامات تندروانه از قبیل تهدید روحانیون و توهین به مقدسات اسلامی و درخواست القای سلطنت و حتی رئیس‌جمهور شدن مصدق را مطرح کردند. مصدق که تظاهرات را در خدمت طرفداران سلطنت می‌دانست، دستور جلوگیری از تظاهرات را به پلیس و ارتش ابلاغ کرد.

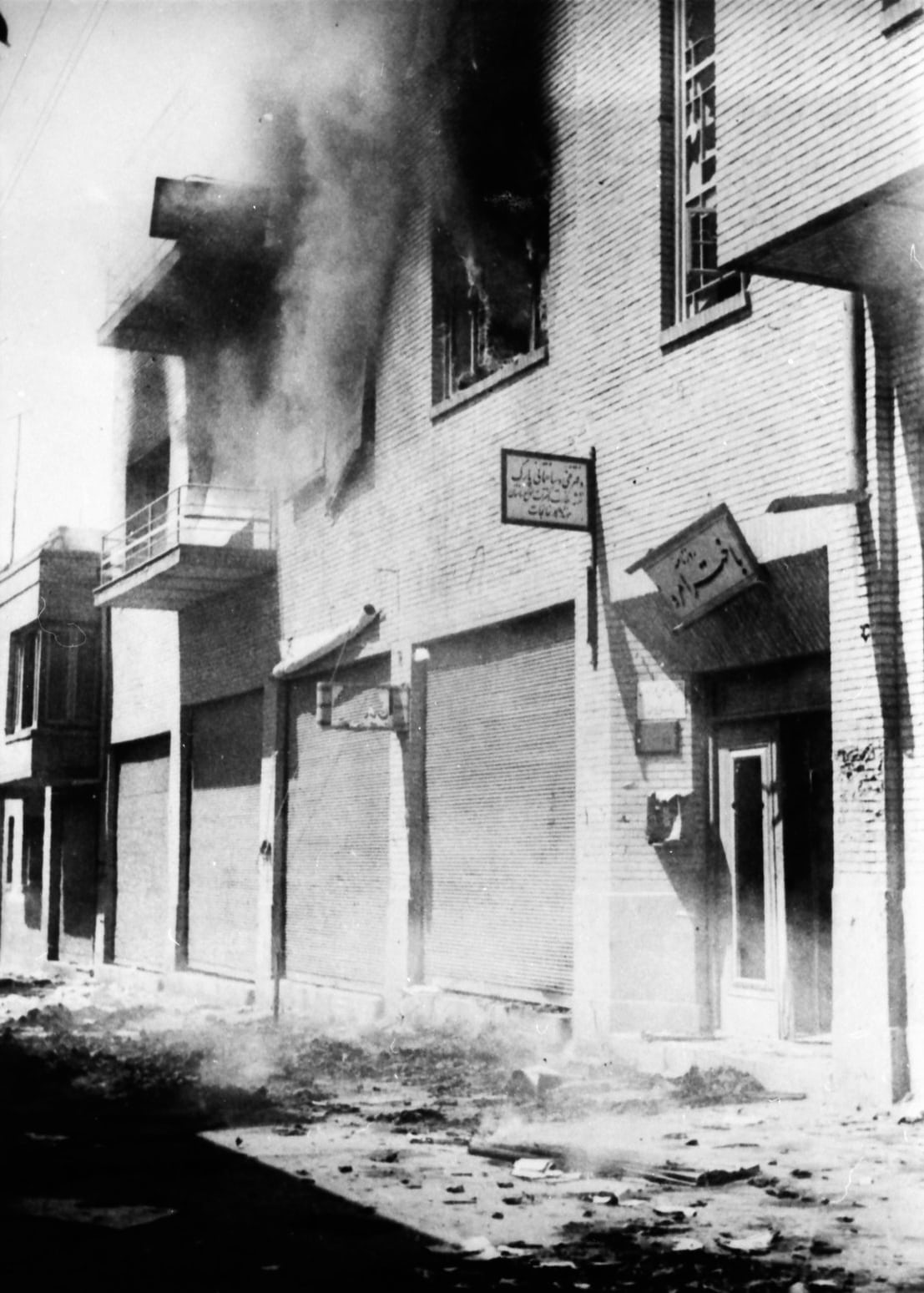
۱۰ صبح: آتش زدن ساختمان‌های روزنامه‌های طرفدار دولت - این نگاره مربوط به دفتر روزنامه باختر متعلق به حسین فاطمی است.

از ساعات اولیه صبح ۲۸ مرداد جمعیتی از سمت جنوب به سمت مرکز شهر تهران به راه افتادند. عوامل کودتا با پیگیری و خرج کردن مبلغ زیادی پول نیروهایی از اوباش و زنان محلات مختلف (مانند پری بلنده) را یکدل کردند و صبح روز چهارشنبه ۲۸ مرداد سال ۱۳۳۲ خیابان‌های تهران شاهد حرکت این نیروها و نیروهای نظامی با شعار «جاوید شاه» بود. تا بعد از ظهر خیابان‌ها در کنترل افرادی بود که به طرفداران مصدق حمله می‌کردند. دفترهای احزاب و نشریات طرف‌دار مصدق یا حزب توده غارت شد و به آتش کشیده شد.
با شروع تظاهرات، گروه‌هایی از مردم نیز تحت تأثیر این جو به صف شعاردهندگان علیه مصدق پیوستند و از سوی دیگر، نظامیانی که با دریافت پول به شرکت در کودتا رضایت داده بودند، همراه جمعیت شدند. اسناد منتشر شده در آمریکا نشان می‌دهد که در همین زمان، بیشتر مقام‌های ارشد نظامی و حتی خود فضل‌الله زاهدی مخفی شده یا به آمریکایی‌ها پناه برده بودند.
چند ساعت پس از شروع تظاهرات، غوغاگران به پشتگرمی تانک‌ها دفتر نزدیکان و روزنامه‌های هوادار مصدق را غارت کردند. در این میان، دفتر حزب توده نیز از یورش «شاه دوستان» و «کمونیسم ستیزان» در امان نماند. دولت مصدق و حتی حامیان او در ارتش واکنشی به این تحولات نشان ندادند.
در اصفهان، حزب توده فراخوان بزرگی انجام داد و جمعیت زیادی بیرون از شهر تجمع کردند تا به حمایت از دولت مصدق تظاهرات کنند. اما هنگامی که به زاینده رود رسیدند مسئولان حزب آنها را از ورود به شهر منع کردند.
روایت‌های بسیاری از دلایل بی تحرکی مصدق و هواداران او شده است: جدی نگرفتن خطر، ضعف در تصمیم‌گیری به موقع، عدم ارتباط مناسب در سطوح بالا یا فرسودگی توأم با ناامیدی مصدق و یارانش، نمونه‌هایی از این روایات است. به هر روی، ساعاتی پس از ظهر، درگیری بین طرفداران و مخالفان مصدق به اطراف خانه او کشیده شد. عده اندکی از نظامیان وفادار به مصدق با همه توان در برابر یورش جمعیت و نظامیان حامی کودتا مقاومت کردند اما تصرف ساختمان رادیو، پایان واقعی ماجرا بود. در ساعات پایانی روز، مقاومت در اطراف خانه نخست‌وزیر هم شکسته شد، جمعیت خانه مصدق را غارت کردند و او از طریق بام خانه‌اش جان به در برد.

موسی مهران محافظ مصدق در رابطه با گلوله‌باران منزل وی می‌گوید:
تمام دیوارهای خانه مصدق گلوله خورده بود و می‌خورد و صدای مهیبی می‌داد تا یکی از گلوله‌ها وارد اتاق می‌شود، آقای دکتر صدیقی گفت: آقا اجازه بدهید از اتاق خارج شویم اما دکتر مصدق گفت فقط تختم را جابه‌جا کنید.

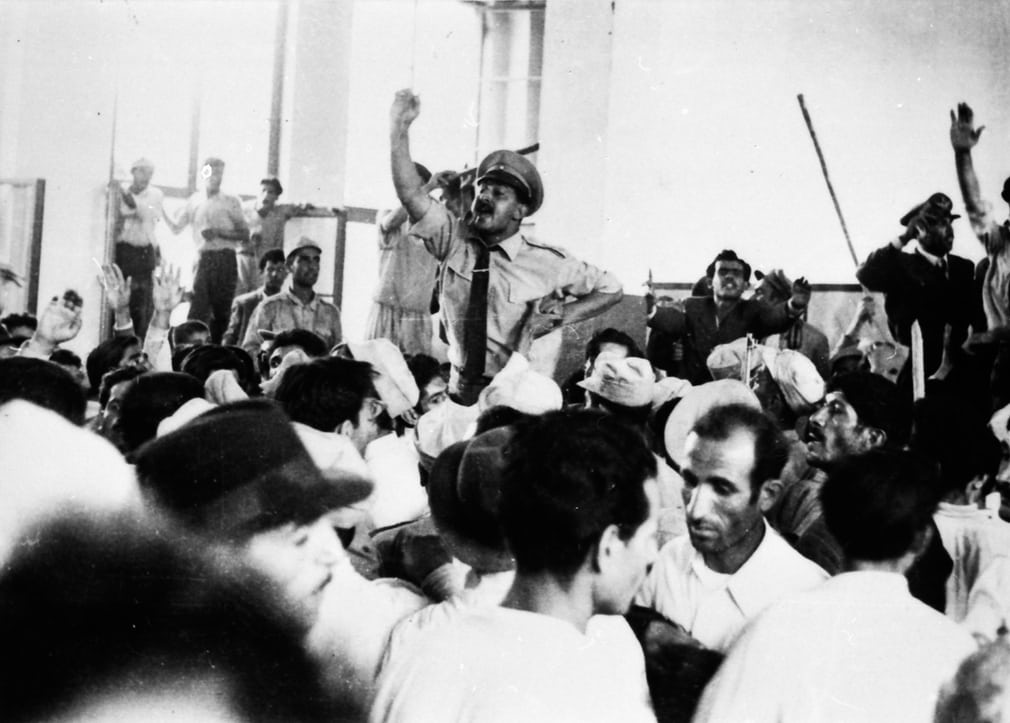
۱:۳۰ ظهر: اشغال ساختمان رادیو تهران

منزل مصدق نیز با تانک و مسلسل مورد حمله نیروهای نظامی کودتا قرار گرفت و مصدق دستور عدم مقاومت به نیروی محافظ نخست‌وزیری داد و در خانه همسایه‌اش پناه گرفت. گروه‌های ضد مصدق و نظامیان به غارت منزل وی پرداختند. مهدی میراشرافی فرمان عزل مصدق و نصب سرلشکر زاهدی را از رادیو خواند. سرلشکر زاهدی که در این مدت نزد مأموران آمریکایی مخفی بود از مخفیگاه به درآمد. مردم با سکوت و حیرت این رویدادها را ناظر بودند. نه مصدق، نه طرفداران مصدق و نه حزب توده که وعده «تبدیل کودتا به ضد کودتا را در روزهای گذشته می‌داد اقدامی برای مقابله نکردند و کودتا پیروز شد.»

## پسامد کودتا
از نخستین دقایق صبح روز ۲۹ مرداد ۱۳۳۲ مأموران فرمانداری نظامی، رکن دوم و اداره کل شهربانی دست به بازداشت عده زیادی از همکاران محمد مصدق، اعضاء جبهه ملی، نمایندگان مستعفی و روزنامه‌نگاران و اعضاء حزب توده زدند. از طرف سرلشکر فضل‌الله زاهدی اعلامیه‌ای صادر و متذکر شد «در حفظ جان دکتر مصدق از هیچ گونه اقدامی کوتاهی نخواهد شد. از این رو مقتضی است ظرف ۲۴ ساعت خود را به شهربانی معرفی نماید». زاهدی فرمانده کودتا به محمدرضا شاه تلگرافی زد و از وی خواست تا به ایران بازگردد، شاه نیز در جواب فضل‌الله زاهدی اعلام کرد بی‌درنگ به ایران بازمی‌گردد. در روز ۲۹ مرداد ۱۳۳۲ در تمام شهرهای ایران حکومت نظامی برقرار شد. همچنین در این روز عده زیادی از افسران که از عوامل کودتا بودند ترفیع درجه پیدا کردند از جمله سرهنگ نعمت‌الله نصیری، سرهنگ تیمور بختیار و سرهنگ عباس فرزانگان درجه سرتیپی گرفتند. پس از کودتا به دستور فرمانداری نظامی از انتشار روزنامه‌های حامی مصدق و حزب توده جلوگیری شد.

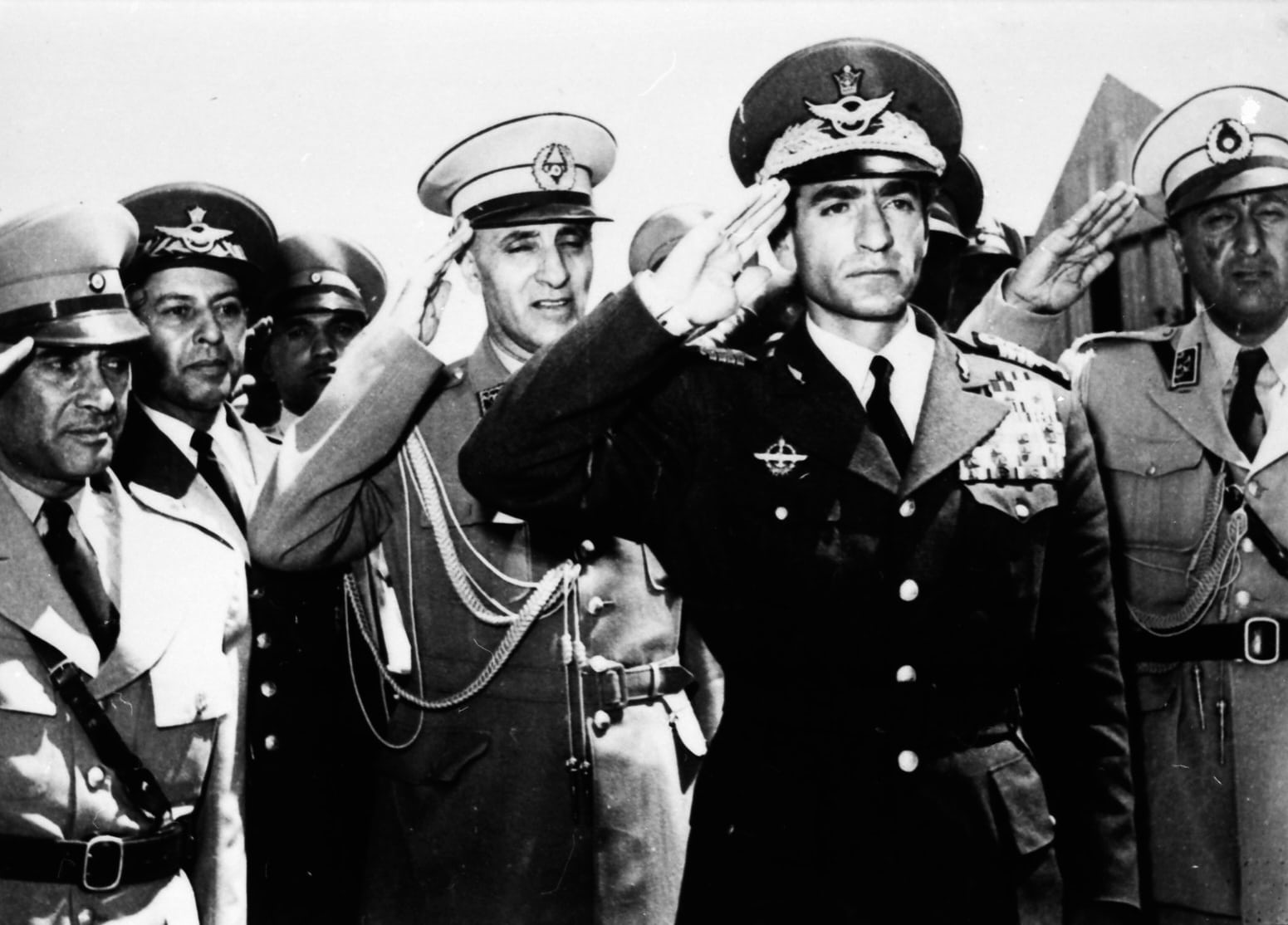
۱ شهریور ۱۳۳۲، ۱۰:۳۰ صبح: پس از اعلام رسمی موفقیت کودتا، شاه با نخستین پرواز کاال‌ام از رم به بغداد رفت و از آنجا با جت شخصی خود به تهران بازگشت. فضل‌الله زاهدی پشت شاه وسط عکس و نعمت‌الله نصیری در سمت راست عکس در فرودگاه بین‌المللی مهرآباد هستند.

مصدق در روز ۲۹ مرداد خود را به زاهدی تسلیم کرد و بازداشت شد. فرمانداری نظامی به ریاست سرتیپ تیمور بختیار به تعقیب و دستگیری و شکنجه مخالفان پرداخت. مذاکرات نفت با شرکت نفت ایران و انگلیس و چند شرکت آمریکایی و اروپائی شروع شد که در آخر به قرارداد کنسرسیوم منجر شد. کمک‌های مالی آمریکا به دولت ایران رسید و در تقویت حکومت تازه مؤثر افتاد.

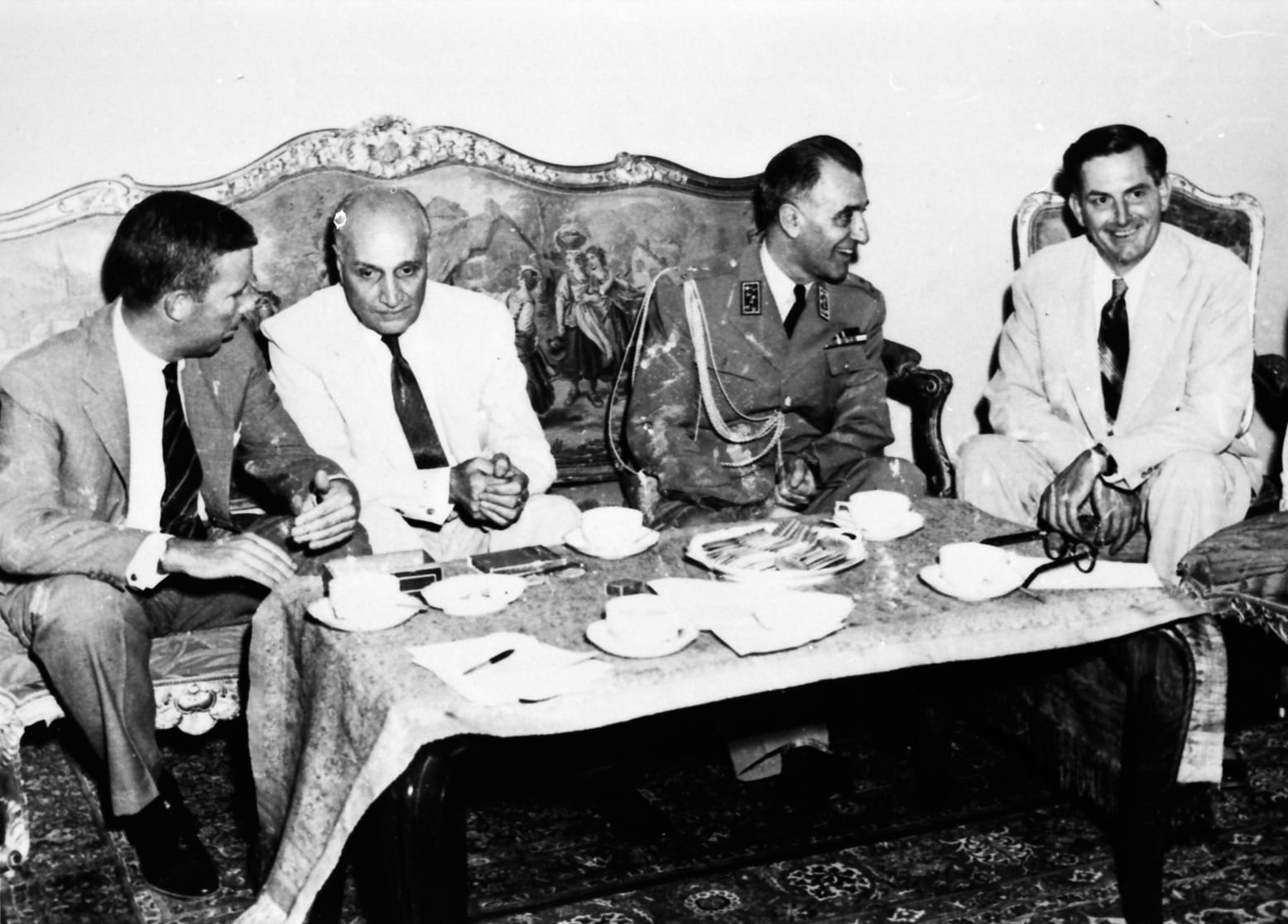
۹ شهریور ۱۳۳۲: با توجه به نیاز مالی دولت تازه، لوی هندرسون سفیر آمریکا در ایران به زاهدی وعده کمک ۴۵ میلیون می‌دهد. از چپ به راست: Norman Paulنماینده Stassen و هندرسون و فضل‌الله زاهدی و Warne

کودتای ۲۸ مرداد تأثیر مهمی بر روابط ایران و آمریکا گذاشت که هنوز آثار آن در روابط دو کشور محسوس است. در ۱۸ مارس سال ۲۰۰۰ میلادی مادلین آلبرایت وزیر امورخارجه آمریکا در سخنرانی خود گفت:
«در سال ۱۹۵۳ آمریکا نقش مؤثری در ترتیب دادن براندازی نخست‌وزیر محبوب ایران محمد مصدق داشت. دولت آیزنهاور معتقد بود که اقداماتش به دلایل استراتژیک موجّهند ولی آن کودتا آشکارا باعث پس‌رفت سیر تکامل سیاسی ایران شد و تعجبی ندارد که هنوز بسیاری از ایرانیان از این دخالت آمریکا در امور داخلی آنان ناراحتند. علاوه براین در ربع قرن بعد از آن ایالات متحده و غرب پیوسته از رژیم شاه حمایت کردند. دولت شاه هرچند کارهای زیادی برای پیشرفت اقتصادی ایران انجام داد، مخالفان خود را بی‌رحمانه سرکوب کرد.»

### سرانجام ملّیون
شاه برخلاف قانون که محاکمه نخست‌وزیر را تنها توسط دیوان عالی کشور مجاز می‌شمرد، محمد مصدق را در دادگاه نظامی محاکمه و به سه سال حبس مجرد (انفرادی) محکوم کرد. در جریان برگزاری دادگاه تظاهرات مردمی در شهرهای مختلف کشور در دفاع از وی سرکوب شد. وی پس از پایان زندان به زادگاه خود روستای احمدآباد (کرج) تبعید شد. محمدرضا پهلوی پس از مرگ وی گفت: «زنده و مرده‌اش در احمدآباد» و بدین ترتیب در دفن وی در قبرستان ابن بابویه جلوگیری شد. محمد مصدق در روزهای آخر عمر خود در این باره می‌گوید:
کمونیسم را بهانه کرده‌اند که نفت ما را ۱۰۰ سال دیگر هم غارت کنند. دادگاه نظامی مرا به سه سال حبس مجرد محکوم کرد که در زندان لشکر ۲ زرهی آن را تحمل کردم. روز ۱۲ مرداد ۱۳۳۵ که مدت آن خاتمه یافت به جای این‌که آزاد شوم به احمدآباد تبعید شدم و عده‌ای سرباز و گروهبان مأمور حفاظت من شدند. اکنون که سال ۱۳۳۹ خورشیدی هنوز تمام نشده مواظب من هستند و من محبوسم و چون اجازه نمی‌دهند بدون اسکورت به خارج [قلعه] بروم در این قلعه مانده‌ام و با این وضعیت می‌سازم تا عمرم به سر آید و از این زندگی خلاصی یابم.
- حسین فاطمی (وزیر امور خارجه دولت مصدق) و کسی که پیشنهاد اولیه ملی شدن صنعت نفت را ارائه کرده بود نیز توسط دادگاه نظامی به اعدام محکوم و درحالی‌که بیمار بود تیرباران شد.[۷۳][۷۴]
- امیرمختار کریم پور شیرازی مدیر روزنامه شورش که از شاه و بستگانش انتقاد کرده بود نیز در زندان لشکر دو زرهی (محل حبس و شکنجه زندانیان سیاسی پس از کودتا) زنده به آتش کشیده و کشته شد.[۷۵]
- محمود سخایی رئیس شهربانی کرمان توسط وابستگان مظفر بقایی کشته شد.[۷۶]

از میان یاران مصدق، فقط فاطمی اعدام شد. او خواهان تشکیل جمهوری شده و پس از کودتا در یکی از مخفیگاه‌های حزب توده پنهان شد و از اتحاد میان حزب توده و جبهه ملی دفاع می‌کرد. حزب توده با رفتاری به‌شدت خشونت‌آمیز روبه‌رو شد:
بین سال‌های ۱۳۳۲ و ۱۳۳۵ رژیم، ۱۱ تن از اعضای این حزب را در زندان به قتل رساند. ۳۱ نفر از آن‌ها را اعدام کرد، ۵۲ نفر دیگر را گرچه به اعدام محکوم نمود بعدها آن را به حبس ابد کاهش داد. ۹۲ نفر را به حبس ابد محکوم کرد که عمدتاً زمانی آزاد شدند و ۱۰۰ نفر را نیز به حبس از ۱ تا ۱۵ سال محکوم ساخت.

« من تاج و تختم را از برکت خداوند، ملتم و ارتشم و شما دارم. مصدق باید ۳ سال حبس شود و بعد هم از دهکده‌اش خارج نشود. حسین فاطمی هم اگر پیدایش کنم اعدام خواهم کرد. »

بخشی از سخنان محمدرضا پهلوی در دیدار با کرمیت روزولت در ۱ شهریور ۱۳۳۲
به‌طور کلی، رفتار حکومت ایران با جبهه ملی ملایم ولی با حزب توده بسیار خشن بود. مصدق و بیشتر وزرای کابینه و افسران نظامی مورد اعتماد وی با احکام حبس در حدود سه سال مواجه شدند. دادگاه شدیداً سیاسی مصدق باعث دردسر زیادی برای رژیم شد؛ به‌جای آن‌که دادگاه نظامی او را محاکمه نماید، مصدق دادگاه را به محاکمه کشید.
محاکمه فعالان سیاسی در دادگاه‌های نظامی ارتش تا پایان سلطنت پهلوی ادامه یافت.
- برادران قشقایی (ناصر قشقایی، خسرو قشقایی، محمد حسین قشقایی) سناتور و نماینده مجلس شورای ملی بودند، پس از کودتای ۲۸ مرداد تنها حامیان مصدق بودند که همراه با ایل قشقایی به مقابله جدی با دولت کودتا برخاستند که پس از ۳ ماه مقاومت و محاصره شیراز به خاطر خیانت برخی از خان‌ها، قشون برادران قشقایی متفرق شد؛ این برادران حاضر به مصالحه با شاه نشده در نتیجه به مدت ۲۵ سال تبعید شدند.
- تیمسار محمدتقی ریاحی رئیس ستاد به ۳ سال زندان محکوم شد.[۷۶][۷۸]
- احمد زیرک‌زاده پس از ۲ سال و نیم فرار سرانجام دستگیر و پس از تحمل شش ماه زندان آزاد شد.[۷۶][۷۸]
- علی شایگان استاد دانشگاه و نماینده مجلس شورای ملی دوره هفدهم، به دو سال زندان محکوم و پس از آزادی به مجبور به خروج از ایران و اقامت در آمریکا شد.[۷۶][۷۸]
- حیدر رقابی (متخلص به هاله و سراینده ترانه مرا به بوس) ترانه‌سرا و مبارز سیاسی و رهبر سازمان سربازان جبهه ملی ایران بین سال‌های ۳۲ تا ۳۴ به صورت متناوب به زندان افتاد و سرانجام مجبور به ترک ایران و اقامت در آمریکا شد.[۷۶][۷۸]
- کریم سنجابی قاضی اختصاصی ایران در دیوان بین‌المللی دادگستری در پرونده نفت ایران و انگلیس، و نماینده مردم کرمانشاه در مجلس دوره هفدهم، پس از ۱۹ ماه فرار و چند ماه زندان سرانجام با توجه به موقعیت بین‌المللی و با وساطت سناتور «والاتبار» آزاد شد.[۷۶][۷۸]
- مهدی آذر وزیر فرهنگ دولت ملی مصدق و بنیان‌گذار طب داخلی ایران به مدت ۶ ماه زندانی شده و سپس ممنوع‌التدریس در دانشگاه شد.[۷۶][۷۸]
- جهانگیر حقشناس وزیر راه پس از کودتا به مدت ۲ سال زندانی شد و از خدمات دولتی منفصل گشت.[۷۸]
- سید باقر کاظمی وزیر امور خارجه و سفیر ایران در فرانسه پس از کودتا استعفاء داده و به ایران بازگشت و به مدت یک سال در زندان بود. پس از زندان نیز برای مدتی تبعید شد.[۷۶][۷۸]
- سید محمد علی کشاورز صدر استاندار گیلان و مسوول ملی کردن شیلات و استاندار اصفهان در زمان کودتای ۲۸ مرداد، پس از کودتا دستگیر و به مدت ۸ ماه زندانی بود.[۷۶]
- کاظم حسیبی نخستین دانش‌آموخته ایرانی مدرسه پلی‌تکنیک پاریس، نایب رئیس مجلس شورای ملی دوره هفدهم بود که پس از ۱۹ ماه زندگی مخفیانه دستگیر و به یک سال زندان و محرومیت دائمی از فعالیت‌های اجتماعی محکوم شد.[۷۶][۷۸]
- محمدحسن شمشیری پس از کودتا دستگیر و به جزیره خارگ تبعید شد.[۷۶][۷۸]
- عبدالله معظمی ریاست مجلس شورای ملی دوره هفدهم و استاد دانشگاه تهران، پس از کودتا به زندان و تبعید محکوم شد و از دانشگاه اخراج شد.[۷۶][۷۸]
- شاپور بختیار معاون وزیر کار پس از چند ماه پنهان شدن، دستگیر و زندانی شد.[۷۶][۷۸]
- داریوش فروهر از رهبران حزب پان ایرانیست و حزب ملت ایران پس از چند ماه فرار سر انجام دستگیر و زندانی شد.[۷۶][۷۸]
- غلامحسین صدیقی بنیان‌گذارمؤسسه مطالعات و تحقیقات اجتماعی (دانشکده علوم اجتماعی بعدی) و بنیان‌گذاران جشن هزاره ابن سینا، پدر علم جامعه‌شناسی ایران و وزیر کشور دولت ملی مصدق، ۲ سال زندانی شد.[۷۶][۷۸]
- محمود نریمان نماینده مجلس شورای ملی دوره هفدهم، پس از کودتای ۲۸ مرداد ۱۳۳۲ به مدت ۶ ماه زندانی بود و سپس به جنوب تبعید شد.[۷۶][۷۸]
- احمدرضوی نایب رئیس مجلس هفدهم و استاد دانشگاه، به ۱۰ سال زندان و انفصال از خدمت در دانشگاه محکوم شد و پس از از آزادی به خارج از ایران رفت.

حکومتی که پس از کودتا بر سر کار آمد یک دیکتاتوری بود و همه گونه‌های فعالیت سیاسی مردم را سرکوب می‌کرد، و تنش‌هایی آفرید که تا حد زیادی منجر به انقلاب ۱۳۵۷ ایران شد. این کودتا نخستین بار بود که آمریکا در زمان صلح از کنش زیرزمینی برای سرنگون کردن یک حکومت خارجی استفاده کرد، و بدین ترتیب سابقه مهمی برای وقایعی نظیر کودتای ۱۹۵۴ در گواتمالا و سرنگونی سالوادور آلنده در شیلی در سال ۱۹۷۳ بود، و آمریکا را به یک هدف کلیدی انقلاب ایران تبدیل کرد.

## نقش آمریکا

### افشای اسناد طبقه‌بندی‌شده
درسال ۲۰۱۳میلادی آرشیو امنیت ملی آمریکا اسنادی را منتشر کرد که ضمن نشان دادن نقش سازمان سیا در رهبری کودتا، آن را بخشی از فعالیت سیاست خارجی آمریکا به‌شمار آورد. بخش‌های مهمی از اسناد مربوطه هنوز طبقه‌بندی شده هستند.
در ژوئن ۲۰۱۷ سازمان سیا ضمن تأیید نقش خود در کودتا اسنادی در این زمینه منتشر نمود. بسیاری از پرونده‌های مربوط به کودتا در دهه ۱۹۶۰ نابود شدند.

در اسنادی که از طبقه‌بندی محرمانه خارج شده‌اند ارجاعاتی به رمز آژاکس (رمز عملیات آمریکایی‌ها در کودتای ۲۸ مرداد که از نام شوینده ایجکس شرکت کولگیت-پالمولیو گرفته شده است) وجود دارد. این اسناد از جمله شامل پرونده‌های کاری کرمیت روزولت است که در روزهای منتهی به کودتا در تهران به سر می‌برد. این اسناد که در آرشیو آژانس امنیت ملی ایالات متحده آمریکا و نیز مجله فارن پالیسی منتشر شدند، بر اساس قانون دسترسی آزادی به اطلاعات در ایالات متحده آمریکا در اختیار همگان قرار گرفت. این اسناد بخشی از یک مجموعه سند و گزارش بزرگ‌تر به نام «نبرد ایران» هستند که توسط تاریخ‌نگاران سازمان سیا و صرفاً برای مصرف داخلی در اواسط دهه هفتاد میلادی تدوین شده‌اند.

خبر برگشت شاه به ایران پس از کودتای ۲۸ مرداد در یک نشریه انگلیسی زبان-ترجمه: شاه بازمی‌گردد، کودتای نظامی دولت مصدق را واژگون کرد.

این سند نخستین بار در سال ۱۹۸۱ منتشر شده بود، اما بخش‌های مهم آن از جمله بخش سوم موسوم به «اقدام پنهان» که در واقع تشریح عملیات کودتا است، به علاوه همه اشارات مستقیم به «تی‌پی‌آژاکس» (TPAjax) که اسم رمز عملیات بود، در دسترس عموم قرار نگرفته بود.
مجله «فارن پالیسی» در حاشیه انتشار این اسناد آورده «سرویس‌های اطلاعاتی آمریکا و بریتانیا برای تحقق اهداف خود در اجرای کودتا، پروژه‌ای چندلایه و پیچیده را هم‌زمان به پیش بردند: استفاده از ماشین پروپاگاندای خود برای تخریب وجهه سیاسی محمد مصدق، رشوه دادن به برخی از نمایندگان وقت پارلمان ایران، سازماندهی نیروهای نظامی و در نهایت به راه انداختن راهپیمایی‌ها و اعتراضات خیابانی.» بخشی از اسناد سیا دربارهٔ ایران که به مقطع کودتا مربوط می‌شوند در دهه ۱۹۶۰ از میان رفته‌اند. سیا ادعا می‌کند در بایگانی‌های امن خود جای کافی برای نگهداری آن‌ها نداشته است. سیا در مقدمه یکی از سندهای متعلق به سال ۱۹۵۴ است می‌نویسد: «در پایان ۱۹۵۲ روشن بود که دولت مصدق نمی‌تواند با کشورهای غربی که منافعی در ایران دارند به توافقی نفتی برسد.»
«هدف عملیات آژاکس سرنگونی دولت محمد مصدق، بازسازی منزلت و قدرت شاه و جایگزینی دولت مصدق با دولتی بود که ایران را با سیاست‌هایی سازنده اداره کند.»
بنا به این سند همچنین هدف کودتا این بوده که دولتی بر سر کار بیاید که دولت‌های غربی بتوانند دربارهٔ بازار نفت با آن به توافق برسند.
در جریان این افشاسازی‌ها، بریتانیایی‌ها از آمریکایی‌ها خواستند از انتشار اسنادی در آن به نقش سرویس اطلاعات مخفی بریتانیا در این کودتا هیچ اشاره مستقیمی شده باشد خودداری کنند.
در اکتبر ۱۲ سال ۲۰۲۳ آسوشیتدپرس اعلام کرد که سیا در سلسله پادکست‌های «پرونده‌های لنگلی» (“The Langley Files”) برای نخستین بار به نقش خود در کودتای ۲۸ مرداد ۱۳۳۲ در ایران اعتراف کرد. سیا اکنون رسماً این کودتای مورد پشتیبانی خود را غیردموکراتیک توصیف می‌کند.

#### ترس از شکست کودتا
در سال ۲۰۰۴ سازمان اطلاعات مرکزی آمریکا (سیا) اسناد تازه‌ای را در ارتباط با کودتای ۲۸ مرداد ۱۳۳۲ منتشر کرد که نشان می‌دهند دولت آمریکا قصد داشت در صورتی که کودتا علیه دولت محمد مصدق شکست بخورد، در ایران یک جنگ چریکی دامنه‌دار به راه بیندازد. این سند «به کلی سری» که در سال ۱۹۵۳ در وزارت خارجه و شورای امنیت ملی آمریکا تنظیم شده، حکایت از آن دارد که آمریکا تا چه اندازه نگران آن بود که کودتا برای سرنگونی مصدق با ناکامی مواجه شود. این سند همچنین اثبات می‌کند که طرحی در جریان بود تا با افزایش حضور نظامی آمریکا در منطقه و ایجاد یک نیروی چریکی ضد کمونیست در جنوب ایران، حرکتی برای بی‌ثبات کردن دولت مصدق آغاز شود.

خودرو فضل‌الله زاهدی (سیاه رنگ) در خلال کودتای ۲۸ مرداد ۱۳۳۲ که توسط خودروهای نظامی اسکورت شده است.

والتر اسمیت معاون وزیر خارجه وقت به کاخ سفید اطلاع داد که سازمان سیا برای مقابله با این احتمال، آماده شده است تا در صورت شکست کودتا یک جنگ چریکی دراز مدت و دامنه‌دار علیه اعضای حزب توده و دیگر فعالان سیاسی در ایران به راه بیندازد. اسمیت در این یادداشت نوشته است: «تا امروز سیا موفق شده ده نفر را با دستگاه‌های گیرنده و فرستنده رادیویی در نقاط مختلف ایران بگمارد تا در صورت لزوم با این سازمان تماس برقرار کنند. عده دیگری هم برای پیوستن به آن‌ها تعلیم می‌بینند.»
در همان حال، در پایگاه ویلوس فیلد در لیبی که در آن زمان در اختیار آمریکا بود اسلحه و مهمات برای این منظور انبار شده بود. به گفته اسمیت این مقدار اسلحه و مهمات برای مسلح کردن ده هزار نفر کفایت می‌کرد. او می‌گوید که این تجهیزات می‌توانستند در عرض سه تا چهار هفته به ایران برسند. اسلحه و مهمات قرار بود در تهران و تبریز همراه با محموله‌های مخفی طلا و پول نقد به دست افراد خاصی برسد.
سیا طرحی هم برای اداره چریک‌هایش توسط هشت گروه سه نفره تهیه کرده بود. در عین حال، قرار بود ده‌ها هواپیمای آمریکایی هم در جنوب ترکیه مستقر شوند و یک نیروی کوچک از نفرات و شناورهای آمریکایی هم قرار بود در نزدیکی بصره در جنوب عراق استقرار بیابند تا از پراکنده شدن کمونیست‌های فراری در منطقه جلوگیری کنند.
ارتش آمریکا مصمم بود تا از یک پایگاه نظامی در ظهران در عربستان سعودی هم سود بجوید. اما با پیروزی کودتای ژنرال زاهدی، سرنگونی دولت مصدق و بازگشت شاه به ایران دیگر نیازی به دست زدن به این عملیات پیدا نشد.

### هزینه
سیا مبلغ زیادی را برای انجام این عملیات پرداخت کرد. بسته به هزینه‌هایی که باید محاسبه شود، هزینه نهایی از ۱۰۰۰۰۰ تا ۲۰ میلیون دلار تخمین زده می‌شود. سیا بعد از کودتا ۵ میلیون دلار به دولت زاهدی داد و خود زاهدی یک میلیون دلار اضافی دریافت کرد.
مطابق با اسناد موجود که اردشیر زاهدی به مؤسسه هوور دانشگاه استنفورد داده است هزینه‌های پرداختی در این کودتا به بهبهانی و کاشانی برابر با ۸۰۰ هزار ریال و «شعبان و دسته‌جات او» ۲۰۰ هزار ریال و دریافتی «وعاظ مختلف» ۵۰۰ هزار ریال بوده است بنا به این نوشتار حزب سومکا، حزب آریا بیست هزار تومان و برخی از مطبوعات تا ۱۵ تن کاغذ روزنامه دریافت کردند. مجموع این پرداختی برای کودتا تا رقم سیصد و ده هزار تومان از سوی اردشیر زاهدی اعلام شده است.
در مارس ۲۰۱۸، آرشیو امنیت ملی یک یادداشت از طبقه‌بندی‌شده بریتانیا منتشر کرد که در آن نوشته شده که سفارت ایالات متحده در روزهای منتهی به سرنگونی مصدق، «مبلغ هنگفتی پول» را برای «افراد با نفوذ» - یعنی روحانیون ارشد ایرانی - ارسال کرده است.

### عذرخواهی سران ایالات متحده آمریکا
ریچارد نیکسون سی و هفتمین رئیس‌جمهور ایالات متحده آمریکا نیز طی مصاحبه ای اعلام کرد که سیا با کودتایی باعث سرنگونی دولت مصدق شده است.
بیل کلینتون چهل و دومین رئیس‌جمهور ایالات متحده آمریکا از سال ۱۹۹۳ تا ۲۰۰۱ طی سخنانی با کودتا خواندن سرنگونی دولت دکتر مصدق اعلام کرد که در دروان خاتمی نسبت به وقوع ان عذر خواهی کرده است.
در سال ۲۰۰۰، مادلین آلبرایت به تأیید نقش‌آفرینی آمریکا در کودتای ۲۸ مرداد ایران پرداخت. در سال ۲۰۰۹ نیز، باراک اوباما نقش آمریکا در کودتای ۲۸ مرداد را تأیید کرد
باراک اوباما رئیس‌جمهوری آمریکا در سال ۲۰۱۳ نیز در اجلاس مجمع عمومی سازمان ملل، از دخالت کشورش در براندازی مصدق اظهار تاسف کرد. او همچنین در سال ۲۰۰۹ به مداخله ایالات متحده آمریکا در کودتای ۲۸ مرداد اعتراف کرده بود.
اوباما در اجلاس قاهره در سال ۲۰۰۹، خطاب به جهان اسلام گفت:
در واقع، ما در گذشته روابط پرفرازونشیبی داشته‌ایم. در میانه جنگ سرد، آمریکا در برکناری دولت منتخب ایران نقش ایفا کرد.
در سال ۲۰۰۰، مادلین آلبرایت وزیر امور خارجه در دولت باراک اوباما به تأیید نقش‌آفرینی آمریکا در کودتای ۲۸ مرداد ایران پرداخته در سال ۲۰۰۹ نیز، باراک اوباما نقش آمریکا در کودتای ۲۸ مرداد را تأیید کرد و از این بابت ابراز تاسف کرد.
برنی سندرز سناتور ارشد حزب دموکرات نیز در مناظره نامزدهای انتخابات ریاست جمهوری آمریکا در بهمن ۱۳۹۴ به دخالت ایالات متحده در سرنگونی دولت ملی دکتر مصدق به عنوان بخشی از سیاست مداخله در امور دیگر کشورها اشاره می‌کند. وی همچنین در مناظرات سال مربوط به انتخابات ۲۰۲۰ اقدام آمریکا در تغییر دولت در ایران را کودتا خواند.

### تأثیر کودتا بر روابط ایران و آمریکا
برخی معتقدند که کودتای ۲۸ مرداد تأثیر مهمی بر روابط ایران و آمریکا گذاشت که هنوز آثار آن در روابط دو کشور محسوس است. در ۱۸ مارس سال ۲۰۰۰ میلادی مادلین آلبرایت وزیر امور خارجه آمریکا در جلسه‌ای با حضور شماری از ایرانیان از جمله هوشنگ امیراحمدی در سخنرانی خود گفت:
در سال ۱۹۵۳ آمریکا نقش مؤثری در ترتیب دادن براندازی نخست‌وزیر مردمی ایران محمد مصدق داشت. دولت آیزنهاور معتقد بود که اقداماتش به دلایل استراتژیک موجهند ولی آن کودتا آشکارا باعث پس‌رفت سیر تکامل سیاسی ایران شد و تعجبی ندارد که هنوز بسیاری از ایرانیان از این دخالت آمریکا در امور داخلی آنان ناراحتند. علاوه براین در ربع قرن بعد از آن ایالات متحده و غرب پیوسته از رژیم شاه حمایت کردند. دولت شاه هرچند کارهای زیادی برای پیشرفت اقتصادی ایران انجام داد ولی مخالفان خود را بی‌رحمانه سرکوب کرد. 
همچنین باراک اوباما در دیدار سه روزه از کشورهای عربستان سعودی و مصر ۱۲ تا ۱۵ خرداد ۱۳۸۸ (۲–۵ ژوئن ۲۰۰۹) در نطق از پیش تنظیم شده خود در قاهره اذعان کرد که کودتای ۲۸ مرداد ۱۳۳۲ کار آمریکا بوده است و در این رابطه گفت:
این موضوع منشأ تنش بین ایالت متحد و نظام جمهوری اسلامی ایران بوده است. ایران خودش را به دولتی قسم‌خورده در مخالفت با کشور من تعریف کرده است، و براستی تاریخچه پرآشوبی بین ما وجود دارد. در میانه جنگ سرد، ایالات متحده، در براندازی دولت دموکراتیک انتخاب شده ایران، نقش بازی کرد. از زمان انقلاب اسلامی، ایران در گروگان‌گیری و خشونت علیه سربازان و مردم عادی ایالات متحد، نقش داشته است. این تاریخچه به خوبی شناخته شده است. به جای اینکه این تاریخچه در گذشته بماند، من برای رهبران و مردم ایران این موضوع را روشن کرده‌ام که کشور من برای جلوتر رفتن آماده است.
هیلاری کلینتون، وزیر امور خارجه آمریکا در ۴ آبان ۱۳۹۰ (۲۶ اکتبر ۲۰۱۱) در دو مصاحبه اختصاصی مفصل و جداگانه با دو شبکه فارسی‌زبان، بی‌بی‌سی فارسی و بخش فارسی صدای آمریکا به گفتگوی مستقیم با مردم ایران پرداخت. خانم کلینتون، با یادآوری پوزش خانم مادلین آلبرایت، وزیر خارجه پیشین آمریکا، از مردم ایران به خاطر نقش آمریکا در کودتای ۲۸ مرداد ۱۳۳۲، بار دیگر از این واقعه ابراز تأسف کرد.
در ۲۵ مرداد سال ۹۷ برایان هوک معاون وقت وزارت امور خارجه دولت آمریکا اعلام کرد که سیا «سیا در کودتای اول، یعنی تلاش‌هایی که تا ۲۵ مرداد ۱۳۳۲ صورت گرفت ولی ناکام ماند، دخالت داشته است» اما: «سیا مصدق را برکنار نکرد، مصدق را روحانیت، رهبران سیاسی و ارتش برکنار کردند. از سیا دعوت شد در نخستین تلاش برای برکناری شرکت کند، وقتی این حرکت شکست خورد، دیگر در این ماجرا درگیر نشد».

## نقش بریتانیا
جک استراو، وزیر امور خارجه پیشین بریتانیا به نقش این کشور در کودتای ۲۸ مرداد، آن را از موارد بارز مداخله بریتانیا در امور داخلی ایران خواند.
جک استراو، وزیر امور خارجه سابق بریتانیا، در مراسم افتتاحیه نمایشگاه «ایران در دوره شاه عباس»، صریحاً به مداخله در کودتای ۲۸ مرداد ۱۳۳۲ تصریح کرده و چنینی گفت:
کمک به رضاشاه و مشارکت در کودتا علیه مصدق از اشتباه‌های بریتانیا بود. چشم بستن بر حکومت رضاشاه که تقلیدی بی‌مایه از آتاتورک بود و جامعه (ایران) حساسیتی بیشتر از ترکیه داشت، اشغال ایران به دست بریتانیا، آمریکا و شوروی در خلال ۵ سال جنگ جهانی دوم و مداخله مستقیم همراهی با آمریکا در برکناری دولت منتخب و دموکراتیک مصدق در سال ۱۹۵۳ که با حمایت مدافعانه از شاه علی‌رغم برخورداری از حمایت مردم ادامه یافت از دیگر اشتباه‌ها بود… مشکل درک بریتانیا از ایران است، نه درک ایران از بریتانیا.
وی همچنین در کتاب خود با عنوان کار، کار انگلیسی هاست در بخش دهم «جاسوس‌ها و کودتا» در مورد هزینه‌های کودتای۲۸مرداد می‌نویسد:
" نقشه ساده و سرراستی بود که خشونت و خونسردی شگفت آوری را کنار هم نشانده بود. در آغاز برآورد کرده بود که این کودتا حدود۲۸۵هزار دلار خرج برمی‌دارد که ۱۴۷هزارو ۵۰۰دلار را امریکا می‌پرداخت و ۱۳۷هزار دلار را "sis " سوای این بودجه ای یک میلیون دلاری برای حمایت پشت پرده از دولت جایگزین تدارک دیده بودند که قرار بود به فضل الله زاهدی سپرده شود. ضمنا هفتگی مبلغ یک میلیون ریال، حدود ۱۱هزاردلار آن روز به دست عواملی برسد که با آن حمایت مجلسیان را بخرند و آن‌ها را با خود همراه کنند. یک مبلغ پنج میلیون دلار نیز برای اینکه به محض پیروزی کودتا به نخست وزیر تازه پرداخت شود و او را در اداره کشور کمک کند (در نظر گرفته شده بود)." (ص۱۶۶)
همپنین دیوید اوئن، وزیر خارجه بریتانیا در زمان انقلاب ۵۷ در گفتگویی با روزنامه گاردین نیز به دخالت این کشور در دوران مصدق اشاره کرده و نقش انگلستان را در این سرنگونی پذیرفت.
سر ریچارد دالتون و جفری آدامز سفرای اسبق برتانیا در ایران نیز در مصاحبه‌های خود با روزنامه اعتماد به کودتای ۲۸ مرداد اذهان و نقش انگلستان در ان را معترف شدند.
بنا به اسناد ارائه شده توسط مقاله آبزرور در سال ۱۹۸۵ هزینه پرداختی نقد توسط مأمور انگلستان برای کودتا دربی شایر به مبلغ ۷۰۰هزار پوند بود.

## انکار کودتا

پرتره محمد مصدق

نویسنده نیوزیلندی اندرو اسکات کوپر در کتاب سقوط بهشت خود اشاره می‌کند که کودتایی اتفاق نیفتاده است و تنها در روز ۲۸ مرداد مردم ایران خودجوش و بدون برنامه قبلی به خیابان‌ها و معابر عمومی آمدند و اعتراض کردند. به دلیل اینکه محمد مصدق بدون هیچ دلیلی و همچنین اختیاراتی، مجلس شورای ملی، مجلس سنا و همچنین بزرگ‌ترین مرجع قانونی کشور یعنی دیوان عالی کشور را به تعطیلی کشانیده بود، اعلام حکومت نظامی نموده بود، مطبوعات مخالف خود را توقیف کرده و خود در نبود شاه، حاکم یکه‌تاز و خودکامه ایران شده بود.
رضا پهلوی، ولیعهد پیشین ایران در یک جلسه مطبوعاتی در موسسه هادسون، در سال ۲۰۲۰، با طرح این مسئله که کودتا، اتفاقی است که از رده‌های پایین به بالا اتفاق می‌افتد و نه بالعکس، گفت که این واقعه تنها یک عزل ساده بوده و نه یک کودتا؛ چون اگر واقعاً کودتا بود، شاه ایران، پس از عزل هر نخست‌وزیر و کابینه‌اش، در واقع یک کودتا (جمعا ۳۱ کودتا) انجام داده است.

## میراث
تا زمان پیروزیِ انقلابِ ۱۳۵۷ دودمان پهلوی کودتای ۲۸ مرداد را به عنوان یک جشن ملی با نام «قیام ۲۸ مرداد» گرامی می‌داشت. بلافاصله پس از انقلاب کودتا را با نام «کودتای آمریکایی ۲۸ مرداد» در تقویم ثبت کردند.

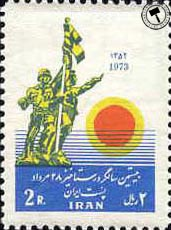
تمبر یادبود بیستمین سالگرد رستاخیز ۲۸ مرداد (سال ۱۳۵۲)

برخی از پژوهشگران غربی چون [[مارک مارک گازیوروسکی]] و استیفن کینزر و برخی از مأموران اطلاعاتی غربی چون دونالد ویلبر (طراح نقشه براندازی) و کرمیت روزولت (طراح نقشه براندازی) و مونتاگ وودهاوس (طراح نقشه براندازی) دربارهٔ نقش آمریکا و بریتانیا در کودتای ۲۸ مرداد سال ۱۳۳۲ تأکید دارند.
در ۵ شهریور ۱۳۹۲ نمایندگان مجلس شورای اسلامی ایران با دو فوریت طرحی موافقت کردند که در صورت تصویب نهایی، دولت را به پیگیری حقوقی و سیاسی دریافت خسارت از آمریکا و بریتانیا در ارتباط با کودتای ۲۸ مرداد علیه دولت محمد مصدق ملزم خواهد کرد. از مجموع ۲۱۷ نماینده حاضر درمجلس ایران، ۱۷۳ نماینده به دو فوریت طرح پیگیری حقوقی و سیاسی دریافت خسارت ناشی از کودتای ۲۸ مرداد رأی موافق، ۱۶ نماینده رأی مخالف و ۱۱ نمایده رأی ممتنع دادند. در صورت تصویب این طرح دو فوریتی، هیئتی با حضور وزیر امور خارجه ایران برای بررسی و پیگیری خسارت ناشی از کودتای ۲۸ مرداد تشکیل می‌شود. به این ترتیب دولت ایران به ریاست رئیس‌جمهور ایران حسن روحانی که اعلام کرده درصدد بهبود روابط خارجی خود با کشورهای جهان است، احتمال دارد از سوی مجلس ملزم به پیگیری دریافت خسارت ناشی از کودتای ۲۸ مرداد شود.
محمود احمدی‌نژاد، رئیس‌جمهور سابق ایران سال ۱۳۸۸ در اقدام مشابهی با تصویب دو فوریت طرح نمایندگان مجلس شورای اسلامی، اعلام کرده بود که قصد دارد خسارت‌های جنگ جهانی دوم به ایران را که ناشی از «اشغال ایران توسط متفقین» خوانده بود، از بریتانیا، آمریکا و روسیه مطالبه کند. اما پس از اعلام این قصد، انجام اقدامی از سوی ایران گزارش نشد.

## منبع‌شناسی
اسناد خارجی
- یکی از کتاب‌ها «اسناد سخن می‌گوید» ترجمه محمدعلی رجایی و مهین سروری است این کتاب در مورد اسناد وزارت خارجه آمریکا بین سال‌های ۱۹۵۱ تا ۱۹۵۴ حاوی ۵۰۴ سند است.[۱]
- کتاب دیگر کتابی است که مارک مارک گازیوروسکی از دانشگاه جرج واشینگتن از بین اسناد سیا و از آرشیو امنیت ملی آمریکا گردآوری کرده است.

نویسندگان ایرانی
- کالبد شکافی توطئه - دکتر ابراهیم یزدی - انتشارات قلم۱۳۸۱
- راز پیروزی کودتا - محمدجعفر محمدی - انتشارات اختران ۱۳۸۵
- خاطرات من -حسینقلی سر رشته - ناشر مؤلف - ۱۳۶۷
- ناگفته‌هایی پیرامون فروریزی حکومت مصدق - دکتر ماشاالله ورقا - انتشارات بازتاب نگار-۱۳۸۴
- پشت پردهٔ کودتا - علی راهنما - "Behind the 1953 Coup in Iran Thugs, Turncoats, Soldiers, and Spooks " - انتشارات دانشگاه کمبریج- ترجمه فارسی فریدون رشیدیان - نشر نی
- ایران بین دو انقلاب - یرواند ابراهامیان - " Iran Between Two Revolutions " - انتشارات دانشگاه پرنیستون - ترجمه احمد گل محمدی - محمد ابراهیم فتاحی- نشر نی
- کودتا -یرواند ابراهامیان - ترجمه محمد ابراهیم فتاحی - نشر نی

### وبگاه‌های غیر فارسی
- Remarks by Secretary of State Madeleine K. Albright on American-Iranian Relations, Pars Times. (سخنرانی آلبرایت)
- Secrets of the History: The CIA in Iran, New York Times. (مدارک سازمان سیا - PDF)
- Curtis, Mark, A great venture: overthrowing the government of Iran, Lobster Journal of Parapolitics, Issue 30.
- Gasiorowski, Mark J (1993). "COUP D'ETAT OF ۱۳۳۲ Š. /۱۹۵۳". [[دانشنامه ایرانیکا|Encyclopædia Iranica]] (به انگلیسی). Vol. ۶. New York: Bibliotheca Persica Press. p. ۳۵۴–۳۵۶. Retrieved 2012–10–27. {{cite encyclopedia}}: Check date values in: |تاریخ بازبینی= (help); URL–wikilink conflict (help)
- SAVORY, R.M (2008). "MODERN PERSIA". THE CAMBRIDGE HISTORY OF ISLAM (به انگلیسی). Vol. ۱B. New York: Cambridge University Press.

### وبگاه‌های فارسی
- خواب آشفته نفت
- خواب آشفت‍ه نفت (۲)
- کودتای آمریکایی در تهران
- نگاره‌های کودتای ۲۸ مرداد ۱۳۳۲
- آلبوم نگاره‌های کودتای ۲۸ مرداد ۱۳۳۲
- سیف، خسرو، قصه کودتا، روزنامه شرق، شنبه ۲۹ مرداد ۱۳۸۴، شماره ۵۵۴، صفحهٔ ۱۹.
- مرجایی، فرید، کودتا علیه عرصه عمومی، روزنامه شرق، شنبه ۲۹ مرداد ۱۳۸۴، شماره ۵۵۴، صفحهٔ ۶.
- باباحاجی، ایرج، سرنوشتی که در خیابان رقم خورد، روزنامه شرق، یکشنبه ۳۰ مرداد ۱۳۸۴، شماره ۵۵۵، صفحهٔ ۱۹
- آبراهامیان، یرواند (۱۳۹۲). کودتا (۲۸ مرداد، سازمان سیا و ریشه‌های روابط ایران و آمریکا در عصر مدرن). ترجمهٔ محمدابراهیم فتاحی. تهران: نشر نی. شابک ۹۷۸-۹۶۴-۱۸۵-۳۴۲-۸.

1. ↑  اسناد سخن می‌گوید - 2جلد - سند 345 ج2-انتشارات قلم 1383 -